# Rhön
Die Rhön [ˈʁøːn] ⓘ ist ein etwa 1500 km² großes Mittelgebirge im Grenzgebiet der deutschen Länder Bayern, Hessen und Thüringen. Der Großteil seines Kerngebietes, in Bayern jedoch auch Teile seiner nichtvulkanischen, südlichen Abdachung, liegen im rund 2433 km² großen Biosphärenreservat Rhön. Das Gebirge im äußersten Südosten des (hier länderübergreifenden) Osthessischen Berglandes ist überwiegend vulkanischen Ursprungs. Der höchste Berg der Rhön ist mit 950 m ü. NHN die im hessischen Bereich liegende Wasserkuppe, die auch der höchste Berg Hessens ist. Es befinden sich mehrere Skigebiete in der Rhön.

## Etymologie
Die Herkunft des Namens Rhön, dessen früheste schriftliche Überlieferung mit Rone nemus (nemus lat. „Hain“, „Wald“) erst aus dem Jahr 1228 stammt, ist bis heute nicht eindeutig geklärt. Es wird einerseits ein keltischer, andererseits ein germanischer Ursprung der Bezeichnung vermutet. Die keltische Herkunft wird in den Wörtern roino („Hügel“) sowie rinn oder rann („Berg“, „Vorberg“) gesehen. Angesichts des Umstandes, dass die Kelten im heutigen Süddeutschland, nicht aber im heutigen Ost- bzw. Mitteldeutschland gelebt haben, scheint in Bezug auf den ausgedehnteren und höheren Thüringer Wald die Bezeichnung der Rhön als „Vorberg“ aus Sicht dieser „süddeutschen“ Kelten durchaus nicht abwegig. Germanische Wurzeln des Namens Rhön werden mit dem altnordischen Wort hraun verknüpft, das so viel wie „steiniges Land“ oder „Geröllwüste“ bedeutet und beispielsweise im dänischen Wort røn („Steinbank am Meeresgrund“, „kleine steinige Insel“) noch heute lebendig ist. Dass „hraun“ im modernen Isländischen die Vokabel für Lava und Lavafeld ist, wird als besonders überzeugendes Indiz für die germanische Herkunft angeführt, da auch die Rhön in weiten Teilen aus Vulkangestein besteht (siehe Naturräumliche Gliederung und Vulkanismus). Das altnordische hraun soll auf das sehr alte germanische Wort hraunjo zurückgehen, das sich in der modernen deutschen Sprache nicht erhalten hat. Teilweise wird u. a. der Name der Rhön daher sogar als Hinweis darauf gewertet, dass das Stammland der Germanen nicht, wie nach traditioneller Lehrmeinung, im südlichen Skandinavien, sondern im heutigen Mitteldeutschland gelegen haben muss. Die Herstellung eines Zusammenhanges des Namens der Rhön mit ihrer Geologie erfordert allerdings, dass die alten Germanen gewisse gesteinskundliche Fähigkeiten besessen haben müssen und dass mit dem Wort hraunjo unter anderem speziell das für die Rhön charakteristische Vulkangestein bzw. entsprechende Gesteinsformationen bezeichnet wurden. Diese spezielle Bedeutung hätte sich im Wort hraun bis ins 9. Jahrhundert erhalten haben müssen, als die Wikinger die recht entlegene Insel Island besiedelten und das Gestein dort anhand seiner typischen Eigenschaften „wiedererkannten“. Aufgrund des relativ niedrigen kulturellen Niveaus der alten Germanen und Wikinger scheint ein solches Szenario recht unwahrscheinlich, und weil es im Siedlungsgebiet der alten Germanen keine aktiven Vulkane gab, dürfte das Wort hraun die Bedeutung „Lava“, also „Gestein vulkanischen Ursprungs“, wohl auch erst nach der Entdeckung Islands erlangt haben.
Die heutige Schreibweise mit „Rh“ soll sich aus dem 16. und 17. Jahrhundert erhalten haben, als man das Dehnungs-h noch vor den Stimmlaut setzte. Nach aktuellerer Ansicht handelt es sich jedoch um einen „pseudogelehrten Anschluss an griechische Namen“, dessen Erstauftreten unbekannt ist.
Die Rhön war im frühen Mittelalter Teil der Landschaft Buchonia, eines vage abgegrenzten großen Waldgebiets im östlichen und nordöstlichen Hessen. Der Name wird in der Regel von der Buche (althochdeutsch buohha) abgeleitet, es gibt vereinzelt andere Deutungen. Urkunden, die Orte in einem Wald (silva) oder einer Einöde (saltus, vastus) Buchonia bezeichnen, finden sich mit Bezug auf Orte vom Kaufunger Wald über Knüll, Vogelsberg und Rhön bis nahe dem Main. Der Name wurde ab dem 19. Jahrhundert besonders oft mit der Rhön in Verbindung gebracht, vor allem aufgrund der Überlieferung der Gründung des Klosters Fulda, das durch dessen ersten Abt Sturmi „in silva Buchonia“ gegründet wurde. Einige Wissenschaftler beziehen einen bei Caesar, De bello Gallico erwähnten Wald „Bacenis silva“ von „unendlicher Größe“ (infinita magnitudine) auf die Buchonia. Dessen Lage ist aber unbekannt und nur Gegenstand von Spekulationen, ein Bezug auf die Rhön ist nicht möglich.

## Geschichte

### Vor- und Frühgeschichte
Viele der in der Rhön vorkommenden Ortschafts-, Berg- und Flurnamen gehen auf keltische Sprachwurzeln zurück. Nachgewiesen ist beispielsweise die keltische Besiedlung der Milseburg, wo sich ein keltisches Oppidum mit etwa 1.000 Einwohnern befand. Weiterhin gibt es Ringwallanlagen, die sowohl keltischen als auch germanischen Ursprungs sein können, in der Kuppenrhön auf dem Stallberg und dem Kleinberg.

### Mittelalter
Die Rhön gehörte im frühen Mittelalter zum Gau Grabfeld, der westlich bis zur Fulda reichte. Hier schloss der Gau Wettereiba, die spätere Wetterau, an. Die gesamte waldreiche Gegend wurde Buchonia genannt. Obwohl in zwei Urkunden und einer Traditionsnotiz des Klosters Lorsch von einem „pagus Buchonia“ die Rede ist, wird die Existenz eines Gaus dieses Namens heute allgemein abgelehnt.
Wegen des hervorragenden Rundblickes waren einige der Rhönberge im Mittelalter auch Standorte für Höhenburgen. Ein Beispiel ist die Burg Hauneck (heute in der Gemeinde Haunetal) auf dem Stoppelsberg, die noch als Ruine erhalten ist. Sie diente sowohl der Überwachung und dem Schutz des Verkehrs auf der Altstraße Antsanvia, als auch dem Schutz der Ortschaften im Haunetal. Im Mittelalter wurden in allen Teilen der Rhön Landwehren angelegt und die Herrschaftsgebiete zur Verwaltung in Ämter eingegliedert, die jeweils einer Burg als Amtssitz zugeteilt waren. Neben diesen größeren Herrschaftsgebilden gelang es seit dem späten Mittelalter auch kleinen Adelsgeschlechtern aus der Rhön (von Ebersberg, von Eberstein, von der Tann, von Kranlucken, von Völkershausen und andere) selbständige Machtbereiche aufzubauen.

### Neuzeit
Die Einführung der Reformation erfasste zunächst den größten Teil der Rhön und wurde erst im 18. Jahrhundert durch die Gegenreformation zurückgedrängt. Nach der Auflösung der weltlichen Herrschaft Fuldas im Jahre 1802 und im Ergebnis des Wiener Kongresses 1814/15 wurden im Prinzip in diesem Bereich bereits die Grenzen zwischen den heutigen Bundesländern Thüringen, Hessen und Bayern festgelegt. Zum Großherzogtum Sachsen-Weimar-Eisenach gehörten neben den ehemals hennebergischen Ämtern Kaltennordheim und Lichtenberg auch die vordem fuldischen Ämter Dermbach (Fischberg) und Geisa sowie das zuvor hessische Amt Vacha. Dermbach wurde das Zentrum des Eisenacher Oberlandes. In verschiedenen Herrschaften durften sich im späten 18. und im 19. Jahrhundert wieder jüdische Gemeinden ansiedeln und entwickeln. Die (bescheidene) Industrialisierung der Rhön ging mit dem Ausbau der Transportwege einher, wobei der Bau der Eisenbahnlinien nur in wirtschaftlich ertragreiche Gebiete vorangetrieben wurde. Neben der Porzellanindustrie (Stadtlengsfeld) und der Korkverarbeitung (Dermbach) waren Brauereien und Steinbruchunternehmen erfolgreich. Im späten 19. Jahrhundert blühten Bergbau und die Kaliindustrie auf. Gleichwohl blieb „die arme Rhön“ bis zum Beginn des 20. Jahrhunderts ein „Land der armen Leute“, in dem viele Bewohner kaum ihr Auskommen fanden.

### Drittes Reich
Im Herbst 1933 kamen die Nationalsozialisten auf die Idee, die Rhön agrarisch zu kultivieren und die Wirtschaftsbedingungen der Rhön zu verbessern. Grundlage war der Dr.- Hellmuth-Plan; er sah Wegebauten, Kultivierungsarbeiten, Entsteinungen, Entwässerungen, Umbruchmaßnahmen und die Anlage von Waldschutzstreifen vor. Zeitgleich begannen Vorbereitungen zum Bau der „Hochrhönstraße“. Bei Kriegsbeginn wurden die Arbeiten teilweise gestoppt, in die Arbeitslager wurden nun Kriegsgefangene und Zwangsarbeiter verlegt. Bäuerliche Musterhöfe gab es auf dem Ellenbogen, bei Frankenheim, Oberweid, Kaltennordheim sowie die heute als Hotel Katzenstein bekannte „Burg“.

### Seit 1945

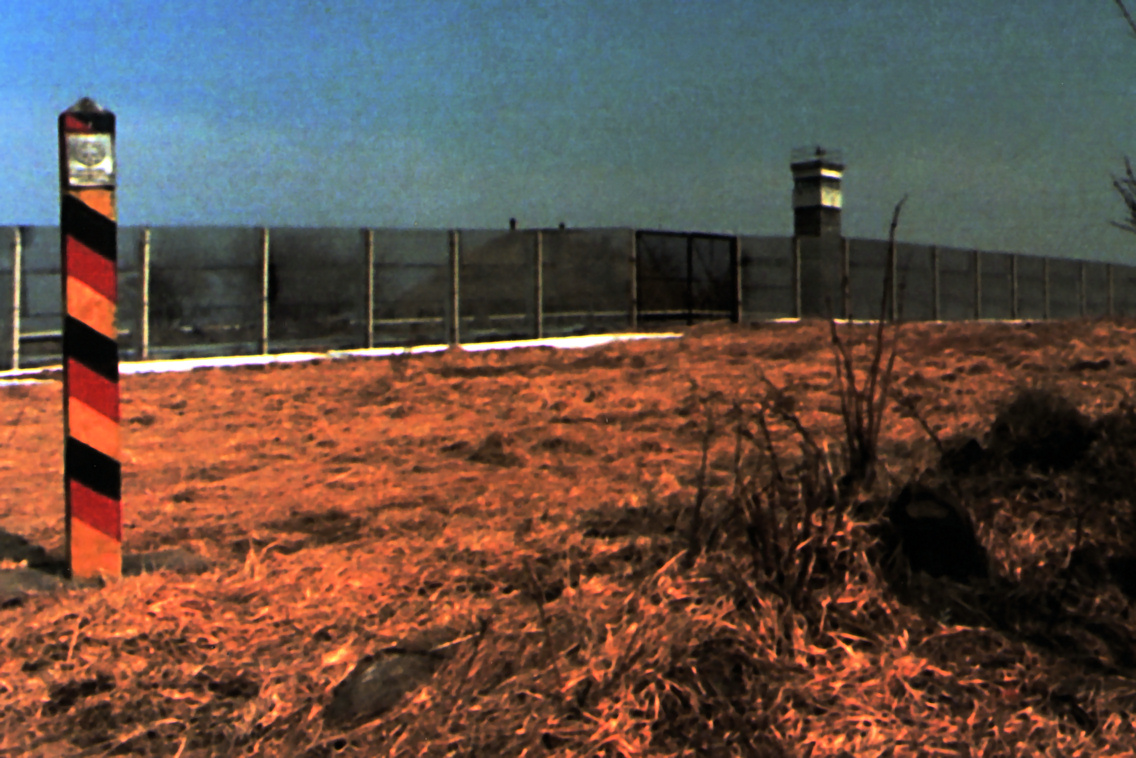
Innerdeutsche Grenze durch die Rhön, 1982

Nach dem Zweiten Weltkrieg verlief die Innerdeutsche Grenze bis zur Wiedervereinigung in grober Nord-Süd-Richtung durch die Rhön – etwa von Bad Salzungen, dann östlich der Wasserkuppe, östlich der Königsburg und östlich vorbei an Bad Königshofen. Der Verlauf entsprach dem der heutigen Landesgrenze von Thüringen zu Hessen und Bayern. Die sowjetische Militäranlage auf der Hohen Geba war der westlichste Großhorchposten des Warschauer Paktes auf europäischem Boden. Auf westlicher Seite markierten amerikanische Militäranlagen (z. B. Point Alpha) die Präsenz dieser Großmacht, auch in der hessischen und bayerischen Rhön wurden neue Truppenübungsplätze eingerichtet oder bestehende erweitert. Im Rahmen der „Sicherung der Staatsgrenze“ wurden ein Grenzregiment in Dermbach und mehrere Grenzkompanien in den Rhöngemeinden stationiert. In Bad Salzungen entstand eine große Garnison mit einem großflächigen Übungsgelände um den Pleßberg. Auch der Ellenbogen war ein durch die NVA genutztes militärisches Sperrgebiet. Auf dem Pleßberg, auf dem Ellenbogen und auf der Hohen Geba wurden Radarstationen errichtet. Deshalb konnten die Gipfel auch nicht mehr vom Rhönclub und der Bevölkerung genutzt werden.

## Geographie

### Lage

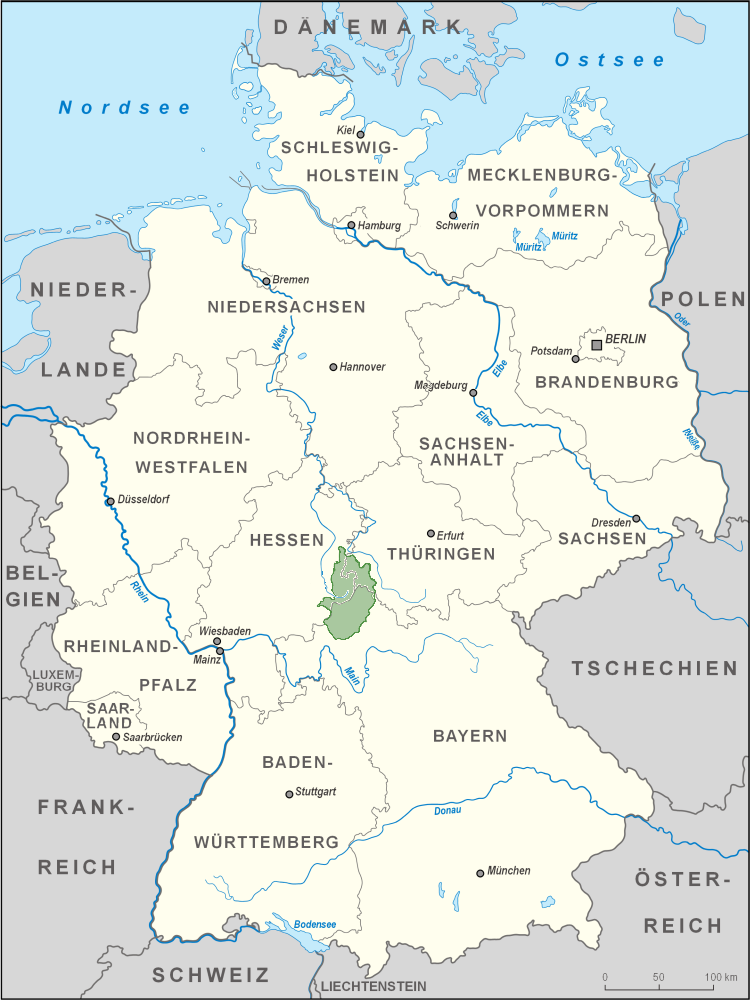
Lage der Rhön in Deutschland

Die Rhön gehört zu den südlichsten Teilen der Mittelgebirgsschwelle und stellt darin den Südosten des Osthessischen Berglandes dar. Die Rhön liegt in Teilen folgender Landkreise:
- Bayern
  - Landkreis Bad Kissingen
  - Landkreis Rhön-Grabfeld
- Hessen
  - Landkreis Fulda
  - Landkreis Hersfeld-Rotenburg
  - Main-Kinzig-Kreis
- Thüringen
  - Landkreis Schmalkalden-Meiningen
  - Wartburgkreis

Orographisch wird die Rhön und das sie abdachende Vorland nach Westen durch die Fuldaer Senke entlang der Fliede und der Fulda bei Fulda vom Vogelsberg im Westen separiert, das weiter in Richtung Bad Hersfeld im Norden in das Kämmerzell-Hersfelder Fuldatal, die Grenze zum (orographischen) Knüll, übergeht.
Im Norden bildet eine Talung längs Ulfe und Suhl eine orographische Grenze zum Fulda-Werra-Bergland. Rechts der Werra, bei Berka, setzt sich diese Talung in der (östlichen) Suhl nach Osten und schließlich Südosten fort, ab Möhra dann bachabwärts entlang dem Fischgraben. Dieses Tal befindet sich jedoch bereits in einiger Entfernung zur eigentlichen Rhön und stößt unmittelbar an die südwestliche Abdachung des Nordwestlichen Thüringer Waldes. Bereits das Tal der Werra mit dem Salzunger Becken bei Bad Salzungen stellt südwestlich davon eine deutliche Schwelle der nordöstlichen Rhönabdachung dar.
Von Bad Salzungen nach Meiningen setzt weiterhin die Werra, dann schließlich Jüchse und Bibra die orographische Grenze nach Süden fort.
Von den aufgezählten Tälern in Westen, Norden und Osten sind die Kuppen der eigentlichen (Kuppen-)Rhön jeweils durch einige Kilometer Buntsandstein-Landschaften getrennt, in die Randkuppen wie (von Nord nach Ost) Dreienberg, Oechsen, Baier, Pleß und Gebaberg teilweise (insbesondere beim Pleß) weit hinein ragen. In Richtung Süden gibt es keine wirkliche orographische Grenze. Zwar begrenzt die Fränkische Saale, die auch Teile der Rhön entwässert, die sogenannte Südrhön nach Süden, jedoch wird deren Buntsandsteinland in der Übereinheit Odenwald, Spessart und Südrhön bereits dem Südwestdeutschen Stufenland zugerechnet und als Teil des Spessarts östlich der Sinn – ihrerseits eine orographische Südwestgrenze – aufgefasst. Zum Stufenland zählt auch die Muschelkalk-Landschaft der Werra-Gäuplatten und das flachwellige Keuper-Hügelland des Grabfelds (beides Teile der Mainfränkischen Platten) unmittelbar südöstlich der Rhön.
Die Südgrenze der Mittelgebirgsschwelle zum Süddeutschen Stufenland verläuft in etwa knapp nördlich der Linie Schlüchtern–Zeitlofs–Burkardroth–Sondheim vor der Rhön–Ostheim vor der Rhön–Rentwertshausen.

### Naturräumliche Gliederung
Die Rhön und ihre unmittelbare Abdachung gliedert sich naturräumlich nach dem Handbuch der naturräumlichen Gliederung Deutschlands wie folgt:
| - (zu 35 Osthessisches Bergland) - 353 Vorder- und Kuppenrhön (mit Landrücken) - 353.0 Landrücken - 353.1 Westliches Rhönvorland - 353.2 (Westliche und Östliche) Kuppenrhön - 353.20 Brückenauer Kuppenrhön (bis 660,4 m) - 353.21 Milseburger Kuppenrhön (bis 835,2 m) - 353.22 Soisberger Kuppenrhön (bis 718,5 m) - 353.23 Mittleres Ulstertal - 353.24 Auersberger Kuppenrhön (bis 756,8 m) - 353.25 (?) Mittleres Feldatal - 353.26 (?) Vordere Rhön (bis 750,7 m) - 353.3 Östliches Rhönvorland - 354 Hohe Rhön - 354.0 Südliche Hochrhön (Umweltatlas Hessen: Südliche Hohe Rhön) - 354.00 Dammersfeldrücken (bis 927,9 m) - 354.01 Schwarze Berge (bis 839,4 m) - 354.02 Kreuzberg-Gruppe (bis 927,8 m) - 354.1 Zentrale Rhön (Umweltatlas Hessen: Hochrhön) - 354.10 Wasserkuppenrhön (bis 950 m) - 354.11 Lange Rhön (bis 925,7 m) - 354.12 Ostabfall der Langen Rhön (bis 739,8 m) - 354.13 Oberes Ulstertal | - - (zu 355 Fulda-Haune-Tafelland) - 355.3 Haune-Hochflächen - 355.30 Rombach-Hochflächen - 355.31 Haunetal (mit Hünfelder Becken) - 355.32 Buchenauer Hochfläche - (zu 357 Fulda-Werra-Bergland) - 357.20 Seulingswald - (zu 358 Salzunger Werrabergland) - 359.0 Stadtlengsfelder Hügelland - (zu 13 Mainfränkische Platten) - (zu 1381 Grabfeld) - 1381.0 Westliches Grabfeld - (zu 1382 Werra-Gäuplatten („Meininger Kalkplatten“)) - 1382.0 - 1382.00 Mellrichstädter Gäu - 1382.01 Bibraer Sattel - 1382.? Dreißigacker-Sülzfelder Rhönabdachung - (zu 14 Odenwald, Spessart und Südrhön) - 141 Südrhön |

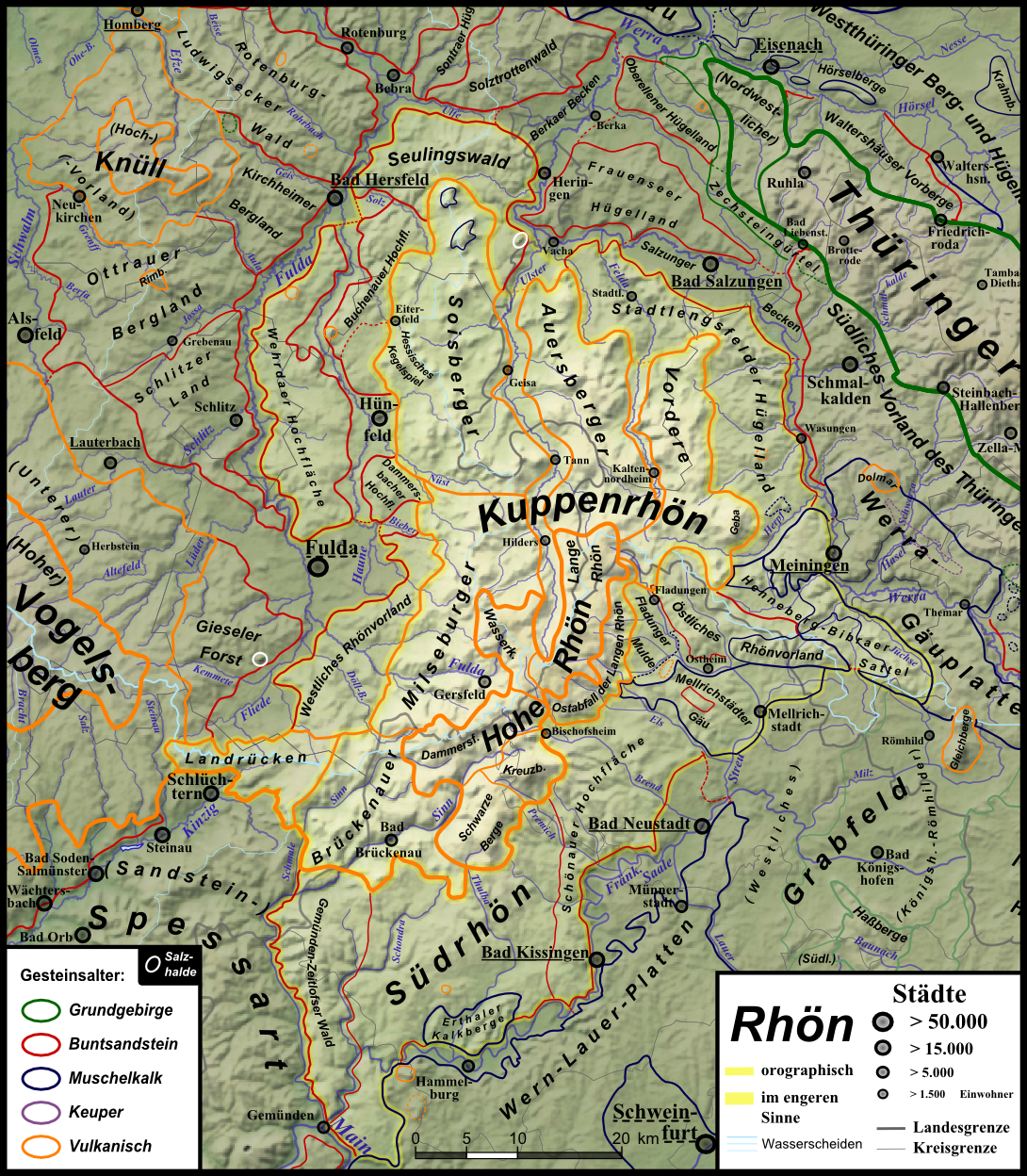

Der jeweiligen Manifestation ihres Vulkanismus verdankt die Rhön ihre Unterteilung in die Vorder- und Kuppenrhön (Haupteinheit 353) und die Hohe Rhön (354). Als Rhön im engeren Sinne, auf die sich der hiesige Artikel weitgehend beschränkt, wird neben der Hohen Rhön indes nur die Kuppenrhön im engeren Sinne (353.2) verstanden.
Die heute übliche Einteilung in Hohe Rhön und Kuppenrhön, die in erster Linie nach flächig geschlossenen Basaltdecken und punktförmigen Durchbrüchen unterscheidet, ist noch jüngeren Ursprungs. Bis in die Mitte des 20. Jahrhunderts war es eher üblich, das Mittelgebirge nach historischen Zugehörigkeiten und anderen Merkmalen zu gliedern.
So verstand man unter der Bezeichnung Lange Rhön originär den – immerhin – 70 km langen, längstmöglichen Abschnitt, über den man die Rhön sinnvoll durchschreiten konnte, ohne ein Flusstal zu durchqueren oder grobe Richtungswechsel vorzunehmen. Damit war der nach Nordwesten offene Viertelkreis gemeint, der am Landrücken zunächst entlang der Rhein-Weser-Wasserscheide über Große Haube (658,1 m), Dammersfeldkuppe (927,9 m), Heidelstein (925,7 m) zum Ellenbogen (Schnitzersberg) (815,5 m) und weiter, zwischen Ulster- und Feldatal, zum Öchsenberg (Öchsen) (627,2 m) bis unmittelbar an die Werra führt – nebst seiner unmittelbaren Abdachung, versteht sich. Nach der heute üblichen Gliederung entspräche das in Naturräumen der Nordhälfte eines Abschnittes der Kuppenrhön, zwei Naturräumen der Hohen Rhön und wiederum einem der Kuppenrhön, von denen inzwischen nur noch der dritte von vier Abschnitten – gerade noch 20 km „lang“ – als Lange Rhön bezeichnet wird (s. u.).
Typisch für die Rhön ist, dass im Umfeld der Basaltflächen (Hohe Rhön) und -kuppen (Kuppenrhön), Schichten vom Mittleren Buntsandstein über Röt und Muschelkalk bis hin zum Keuper je lokal anstehen, wobei die oberen Schichten meist nur dort erhalten sind, wo eine Basaltdecke, die Hochlagen bildend, sie vor Erosion schützt. An den Hängen treten sie in regelmäßiger Abfolge zutage, wo nicht Verwerfungen den Untergrund zerstückeln. Wo wasserdurchlässige (permeable) Kalksteine des unteren Muschelkalks über undurchlässigen (impermeablen) Röt-Tonen liegen, häufen sich am Ausbiss des Kontaktes der beiden Gesteinseinheiten ergiebige Quellen.
Über den Süden der Rhön verläuft die Rhein-Weser-Wasserscheide, von der nach Norden Fulda und Werra abzweigen, während das Rhein-Flussgebiet der Rhön (fast) ausschließlich über die Fränkische Saale dem Main zufließt. Insbesondere durch die von Süden nach Norden verlaufenden Täler von Haune, Ulster und Felda sowie im südlichen, zum Main abdachenden Teil, durch Schmale und Breite Sinn, die sich unmittelbar südwestlich der Rhön vereinigen, sowie ferner durch die Quellläufe von Premich (Kellersbach) und Brend wird die Rhön in einzelne Segmente parzelliert.

#### Hohe Rhön

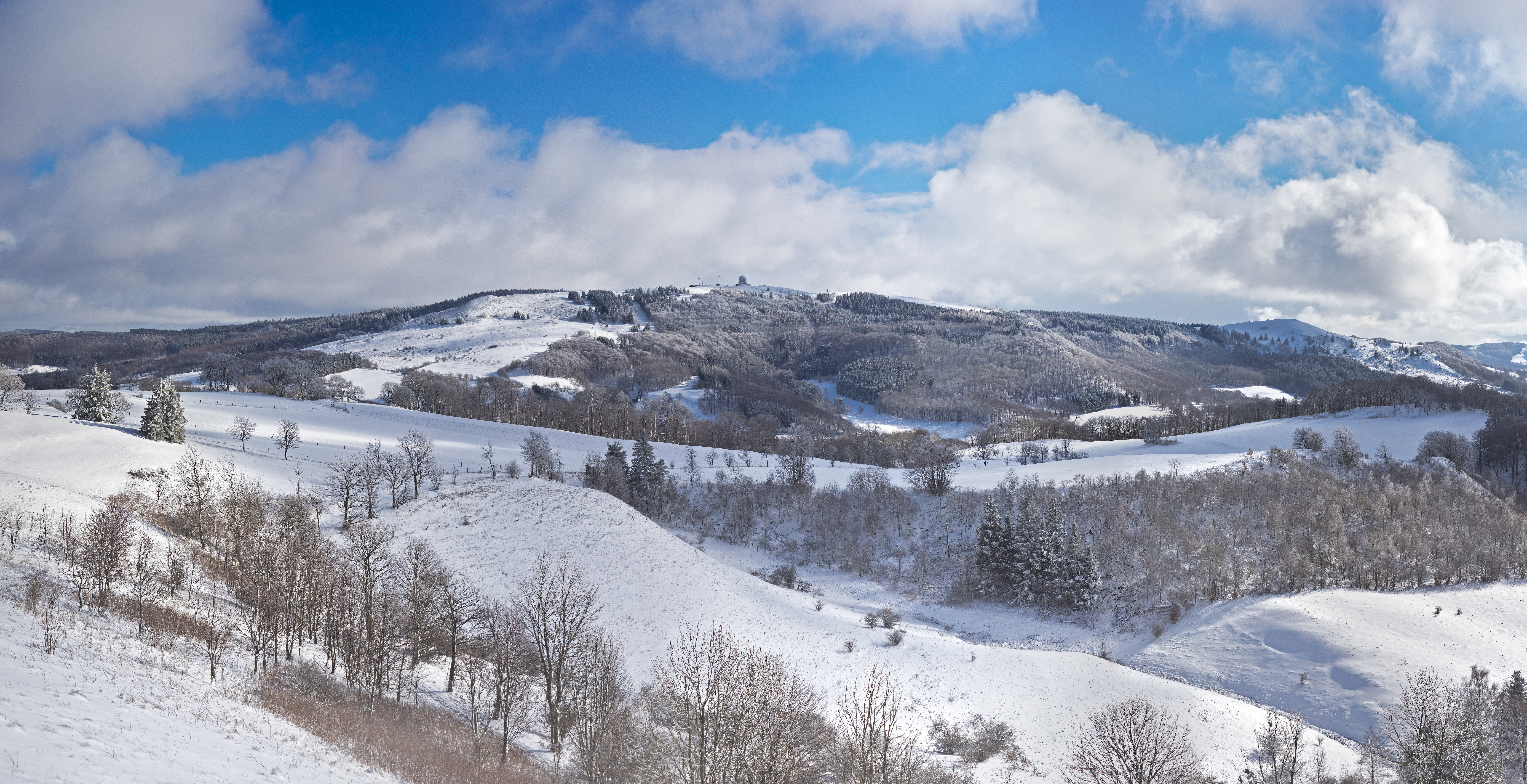
Wasserkuppe, mit höchster Berg der Rhön und Hessens

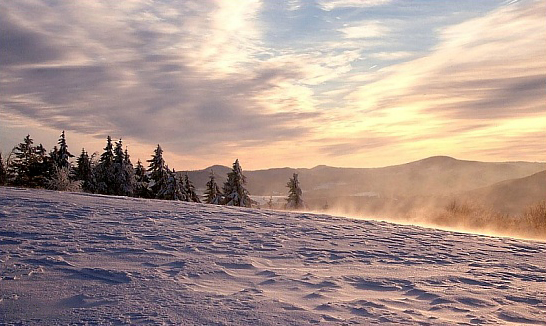
Blick vom Eubeberg (Eube;) zur Dammersfeldkuppe

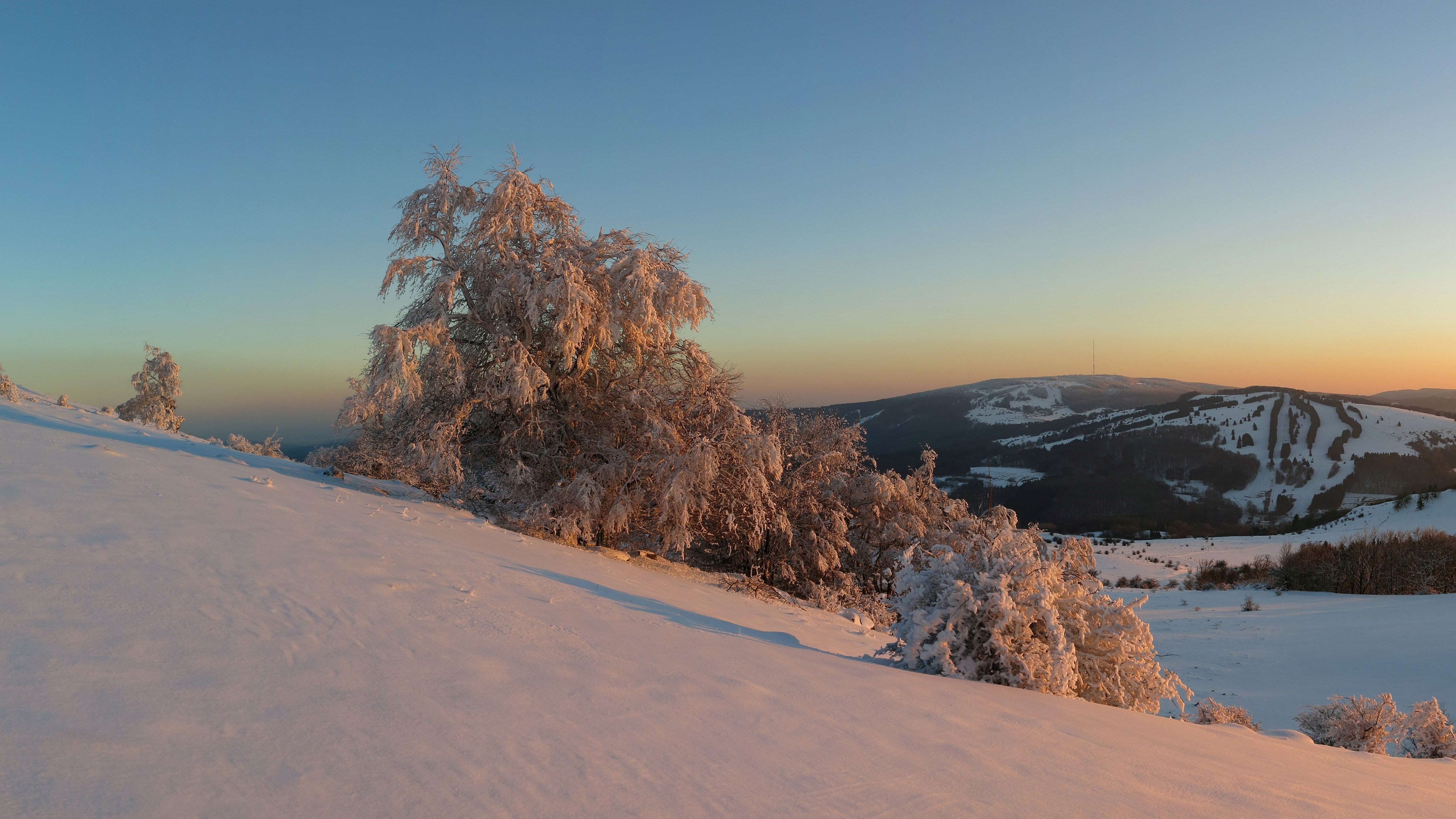
Blick von den Hexenbuchen auf dem Himmeldunkberg nach Süden zum Kreuzberg. Rechts davor der Arnsberg

Als Hohe Rhön oder Hochrhön wird der 344 km² große und bis 950 m hohe, in Hessen, Bayern und zu kleineren Anteilen in Thüringen gelegene Teil des Mittelgebirges Rhön bezeichnet, der in Hochplateaus von meistens mindestens 600 bis 700 m Randhöhe mit weitgehend geschlossenen Basaltdecken aufgelöst ist. Sein Kerngebiet im Nordosten wurde früher auch oft als Plattenrhön bezeichnet. Die hohe Rhön stellt eine naturräumliche Haupteinheit des Osthessischen Berglandes dar, siehe Abschnitt Naturräumliche Gliederung.
Das Zentrum der Rhön, obgleich nur deren vierthöchste Erhebung, bildet der (925,7 m) hohe Heidelstein an der Grenze Bayerns zu Hessen und der Rhein-Weser-Wasserscheide. Er bildet den Höhenschwerpunkt des Hochplateaus Lange Rhön, das sich über den Stirnberg (901,9 m) bis zum Ellenbogen (Schnitzersberg) (815,5 m) ohne nennenswerte Vertiefungen nach Nordosten zieht. Innerhalb der Langen Rhön bleibt der Basalt praktisch ununterbrochen.
Vom Heidelstein zweigt nach Norden bis Nordwesten zur Wasserkuppe (950 m) hin die Wasserkuppenrhön ab, deren Basalt ähnlich flächig ausgebreitet ist, jedoch stellenweise von Buntsandstein und Muschelkalk unterbrochen wird – insbesondere sind die Basaltkuppen von Weiherberg (785,7 m, Nordwesten) und Ehrenberg (816,5 m, Nordosten) leicht separiert.
Zwischen den nach Norden im Ehrenberg endenden Nordosten der Wasserkuppenrhön und dem Plateau der Langen Rhön vom Heidelstein bis knapp über den Stirnberg befindet sich das bis etwa 300 m tief in den Buntsandstein eingeschnittene Obere Ulstertal, das die Plattenrhön zweiteilt.
Nach Südwesten setzt sich die Hohe Rhön entlang der Hauptwasserscheide vom Heidelstein aus im Dammersfeldrücken über Hohe Hölle (893,8 m), Himmeldunkberg (887,9 m) und Eierhauckberg (909,9 m) bis hin zur Dammersfeldkuppe (927,9 m) fort, wobei der Rücken im Vergleich zur Langen Rhön deutlich schmaler ausfällt und der Basalt mehrfach unterbrochen wird. Auch die durch das Tal der Schmalen Sinn separierten Großer (808,6 m) und Kleiner Auersberg (ca. 808 m) zählen zum Naturraum.
Südlich von Heidelstein und Hoher Hölle trennt das schmale Quellmuldental der Brend bei Bischofsheim eine weitere Berggruppe der Hohen Rhön ab, die Kreuzberg-Gruppe mit Arnsberg (843,1 m) und Kreuzberg (927,8 m). Zwischen beiden Bergen entspringt die Sinn, deren breites und tiefes Quellmuldental den nach Südwesten verlaufenden Dammersfeldrücken südlich flankiert.
Jenseits des Sinntals schließen sich die Schwarzen Berge mit Schwarzenberg (Feuerberg, 832 m) und Totnansberg (839,4 m) südwestlich an die Kreuzberg-Gruppe an und sind durch das schmale Tal des Premich-Oberlaufes Kellersbach von dieser getrennt.
Deutlich von den obigen Höhenzügen ist der Ostabfall der Langen Rhön unterschieden, der den Übergang der Höhen Rhön zum Muschelkalk-Gebiet des Mellrichstädter Gäu, dem Osten der Werra-Gäuplatten, darstellt. Aus den absteigenden Schichtenfolgen des Trias östlich der geschlossenen Basaltdecke der Langen Rhön ragen im Fächer der Zuflüsse der Fränkischen Saale zwischen Brend und Streu einzelne Kuppen heraus, insbesondere der Gangolfsberg (735,8 m) und die Rother Kuppe (710,6 m). Diese Landschaft hat bereits deutliche Ähnlichkeit mit der Kuppenrhön.
Mit 74 km² nimmt der als militärisches Sperrgebiet nicht für die Öffentlichkeit zugängliche Truppenübungsplatz Wildflecken fast ein Viertel der Fläche der Hohen Rhön ein.

#### Kuppenrhön

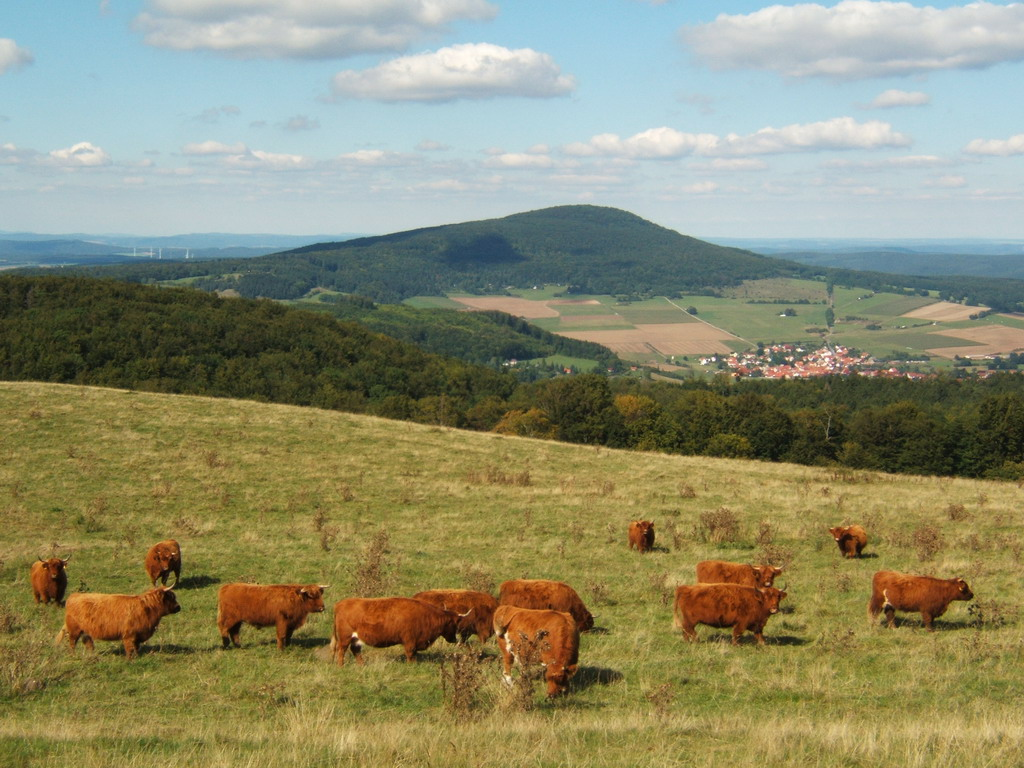
Der Baier im Nordosten der Auersberger Kuppenrhön

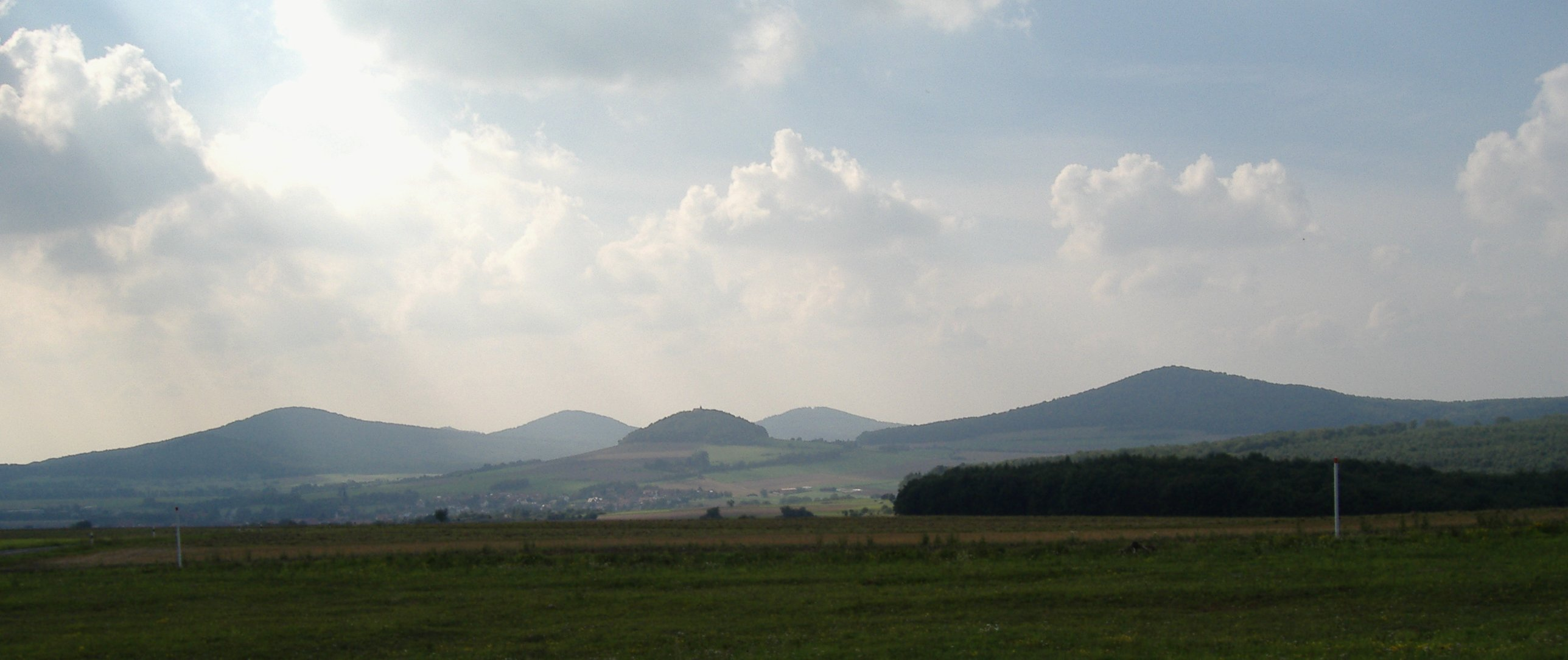
Das Hessische Kegelspiel (bis) in der Soisberger Kuppenrhön

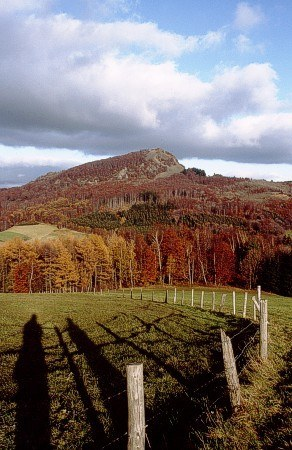
Die Milseburg

Die 1200 km² große Kuppenrhön im engeren Sinne, zu der auch die Vordere Rhön gehört, ist der breite Saum stark gegliederter Reliefs, der sich von Nordosten (Thüringen) über Nordwesten (Hessen) bis Südwesten (kleine Teile Bayerns) um die Hohe Rhön legt. Über weite Talmulden ragen zahlreiche kuppenförmige Einzelberge um 500 bis über 800 m Höhe hervor. Die Kuppen sind durch Verwitterung und Erosion ausgeformte Reste ehemaliger Vulkane beziehungsweise Vulkanschlote. Zwischen spitzen Kegeln und breiten Kuppen liegen, besonders ausgeprägt in der Vorderrhön, viele kleine Plateaus.
Über einem Fundament aus Mittlerem Buntsandstein liegen Schichtenfolgen von Oberem Buntsandstein (Röt), Muschelkalk und Keuper, wobei die beiden letztgenannten Gesteine nur dort erhalten sind, wo sie durch eine aufgesetzte Basaltdecke geschützt sind. Die Bewaldung umfasst weniger als ein Drittel der Fläche und beschränkt sich weitgehend auf die Gipfelregionen.
Der östlichste Teil der Kuppenrhön ist die thüringische Vorderrhön, die am massigen Hochplateau des Gebabergs im Südosten 750,7 m erreicht. Die Schichtstufe des Keuper fehlt dort fast gänzlich. Die Kuppen und Plateaus sitzen unmittelbar auf einer Sockellandschaft aus Muschelkalk. Nach Nordosten ragt dieser Naturraum am breitpyramidenförmigen, 645,4 m hohen Pleß bis weit in den Buntsandstein des zur Werra abdachenden Stadtlengsfelder Hügellandes hinein. Im Westen bildet das Mittlere Feldatal zwischen Kaltensundheim im Süden und unterhalb Dermbachs im Norden eine natürliche Begrenzung.
Westlich des Feldatals schließt sich die weitgehend in Thüringen gelegene, im Südwesten auch hessisches Terrain berührende Auersberger Kuppenrhön an, die am namensgebenden Auersberg im Süden, an der Nahtstelle zur unweit, am Ellenbogen, 815,5 m hohen Langen Rhön, 756,8 m erreicht. Im Nordosten des Naturraums erreicht die markante Kuppe des Baier noch 713,9 m. Nördlichste Erhebung ist der beliebte Aussichtsberg Oechsen. Westliche Begrenzung ist das Mittlere Ulstertal zwischen Hilders im Süden und unterhalb von Buttlar im Norden.
Westlich des Ulstertals schließt sich die überwiegend hessische, im Südosten in Teilen auch in Thüringen liegende Soisberger Kuppenrhön an, die am namensgebenden Soisberg im vom Seulingswald eingerahmten Norden 629,9 m Höhe erreicht. Noch größere Höhen werden im äußersten Südosten erreicht, wo der 718,5 m hohe Habelberg westlich Tanns dem Auersberg nördlich gegenübersteht. Bekannt ist der Naturraum vor allem durch das Hessische Kegelspiel, eine auffällig regelmäßige Anordnung bis 552,9 m hoher feinkuppiger Basaltkegel. Auch nördlich und südlich des Kegelspiels sind die meisten der Kuppen des Naturraumes auffällig an der Wasserscheide zwischen Werra und Fulda bzw. Ulster und Haune aufgereiht. Nach Westen wird die Haune an den Haune-Hochflächen nicht ganz erreicht, nach Süden bildet das Nüsttal unterhalb Obernüsts eine natürliche Abgrenzung.
Der fast rein hessischen Milseburger Kuppenrhön, die südlich des Nüst- und westlich des Ulstertals die bis 950 m hohe Wasserkuppenrhön einrahmt, fehlt die Schichtstufe des Keuper, und auch der Muschelkalk ist nur inselartig um Einzelkuppen herum vorhanden. Die meisten der Basalt- und Phonolithkegel sitzen unmittelbar auf dem Mittleren Buntsandstein. Tief in den Buntsandstein eingekerbt fließen die Flüsse nach Westen der Haune und der Fulda zu. Der Phonolithkegel der Milseburg (835,2 m) ist der einzige Berg der Kuppenrhön, der die 800-Meter-Höhenlinie übersteigt. Auch die 768,3 m des Großen Nallenbergs südlich der Fulda werden in anderen Teilen nicht erreicht. Nach Südwesten schließt der den Dammersfeldrücken (bis 927,9 m) abdachende Felssandstein der Hohen Kammer (700 m) den Naturraum ab.

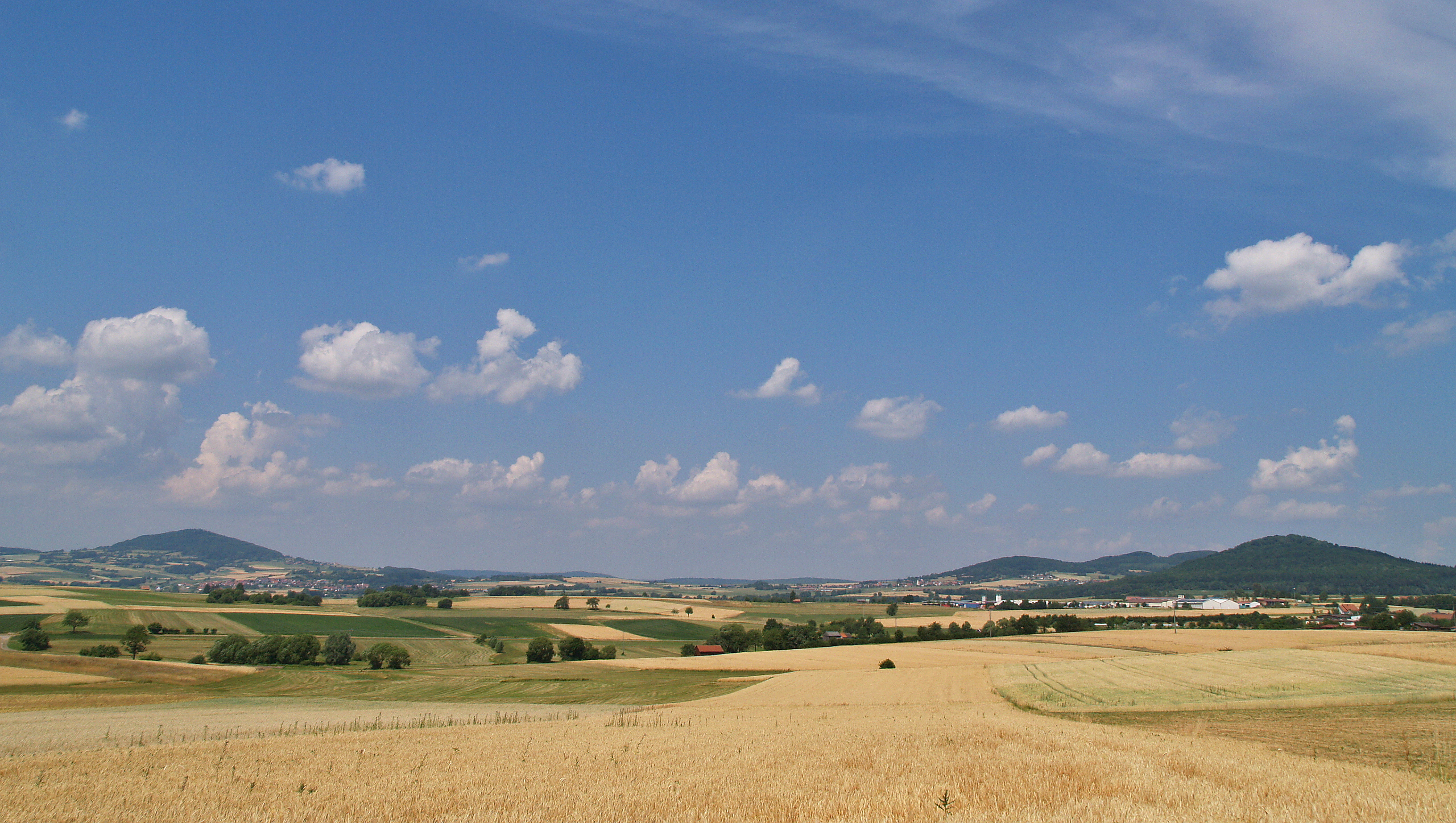
Südliche Berge der Brückenauer Kuppenrhön: Dreistelzberg (links) und Mettermich (rechts)

Durch den Döllbach-Oberlauf Döllau von der Kammer separiert, eröffnet die Große Haube (658,1 m) an der Rhein-Weser-Wasserscheide die im Westen hessische, im Osten bayrische Brückenauer Kuppenrhön. Die nach Südwesten verlaufenden Täler von Schmaler und Breiter Sinn teilen den Naturraum, der deutlich heterogener ist als die anderen Höhenzüge der Kuppenrhön, in drei Segmente. Im Westen leiten grobe Plateaus aus Dolerit und Basalt zum Landrücken über, während der Nordosten den Kleinen Auersberg (ca. 808 m) des Dammersfeldrückens abdacht. Zwischen den gröberen Plateaus und Rücken befinden sich feinkuppige Basaltdurchbrüche, die besonders im Südosten, links der Sinn bei Bad Brückenau, gehäuft auftreten. Der Dreistelzberg im äußersten Süden erreicht 660,4 m.

#### Abdachung der Rhön
Die Rhön gehört zu den südlichsten Gebirgen der Mittelgebirgsschwelle und ist das südöstlichste des Osthessischen Berglands. Mit Ausnahme des zum Vogelsberg überleitenden Landrückens, in dessen Basalt der der östlichen Brückenauer Kuppenrhön im äußersten Südwesten der Rhön fließend übergeht, steht innerhalb der Mittelgebirgsschwelle die gesamte Abdachung der Rhön auf Mittlerem Buntsandstein. Oftmals ist die Grenze nicht zuletzt an der fast durchgängigen Bewaldung der Buntsandstein-Vorländer selbst per Satellitenbild sichtbar.
Beim 178 km² einnehmenden Westlichen Rhönvorland, das unmittelbar nordwestlich des Landrückens die ebenfalls auf Mittlerem Buntsandstein stehende Milseburger Kuppenrhön abdacht, verläuft die Grenze entlang einer tektonischen Störung. Entscheidendes phänotypisches Unterscheidungsmerkmal zwischen der Kuppenrhön und seiner Abdachung sind hier und anderswo nicht zuletzt die Höhenlagen, die in der äußeren Abdachung selten 500 m überschreiten.
Die insgesamt 318 km² großen Haune-Hochflächen, die sich weiter nördlich anschließen, sind Teil des Fulda-Haune-Tafellandes. Dieses Übergangsland zwischen Rhön, Vogelsberg und Knüll erreicht an Singularitäten (der dem Knüll vorgelagerte Rimberg: 591,8 m) zwar annähernd Mittelgebirgshöhen, stellt aber innerhalb seiner Umgebung die Senkenlandschaft der namensgebenden Flüsse Fulda und Haune dar.
Auch die Haune-Hochflächen tragen westlich der Haune (Stoppelsberg, 523,9 m) und zwischen Haune und Fulda (Mengshäuser Kuppe, 473,4 m) Zeugen des Rhön-Vulkanismus, jedoch bleiben die vereinzelt. Insbesondere ist ihr Gebiet gegenüber der Soisberger Kuppenrhön, die sie nach Westen abdachen, geologisch klar durch die Grenze zwischen Oberem (Röt) und Mittlerem Buntsandstein abgesteckt.
Auch der rund 120 km² große Seulingswald, der die Soisberger Kuppenrhön nach Norden abdacht, ist durch diese geologische Grenze klar separiert, wobei hier die Bewaldung praktisch schlagartig und durchgehend einsetzt. Der Seulingswald ist zwar durch die Ulfe-Suhl-Talung orographisch der Rhön tributär, ist aber in Relief und Geologie klar eine Landschaft des Fulda-Werra-Berglandes, das sich nach Norden bis zur Vereinigung der beiden namensgebenden Weser-Quellläufe zieht.
Östlich und südöstlich des Seulingswaldes schließt sich beiderseits der Werra das Salzunger Werrabergland an, das – analog dem Fulda-Haune-Tafelland – die Senkenlandschaft des Werra-Mittellaufes zwischen Rhön und Thüringer Wald bezeichnet. Ein Teil dieser Landschaft berührt links der Ulster bereits die Soisberger Kuppenrhön, in der Hauptsache aber säumt die Teillandschaft Stadtlengsfelder Hügelland die Auersberger Kuppenrhön und vor allem die Vorderrhön nordöstlich. Dabei dringt die Vorderrhön im nordöstlichen Pleß bis weit in den Mittleren Buntsandstein ein, während ansonsten auch weiterhin ein Saum aus Röt die Rhön abgrenzt. Insbesondere sind für das Werrabergland dichte Bewaldung und tief eingeschnittene Flusstäler charakteristisch.
Etwa mit dem Tal der bei Walldorf nördlich Meiningens mündenden Herpf endet die Mittelgebirgsschwelle und der Muschelkalk der Werra-Gäuplatten (Meininger Kalkplatten) leitet das Südwestdeutsche Schichtstufenland ein.
Zwischen das Plateau bei Meiningen und die Teillandschaft des Mellrichstädter Gäus bei Mellrichstadt schiebt sich entlang der Rhein-Weser-Wasserscheide südlich der Vorderrhön der Buntsandstein des dicht bewaldeten und 138 km² einnehmenden Östlichen Rhönvorlandes, dessen Höhenlagen an der Hohen Schule maximal etwa 538 m erreichen. Im Westen wird die Landschaft durch das Tal der Streu vom Ostabfall der Langen Rhön separiert. Als Ostgrenze wird das Tal der Bibra angesehen, wobei sich der Buntsandstein indes noch weiter östlich bis unmittelbar vor die singulär am Grabfeldrand aufragenden Gleichberge (679 m und 641,3 m) zieht.
Zwischen dem Mellrichstädter Gäu und dem Schlüchterner Becken bei Schlüchtern verläuft die gesamte südliche Abdachung der Rhön über die Buntsandstein-Schichtstufe der Südrhön, die als nordöstlichster Teil der Haupteinheitengruppe Odenwald, Spessart und Südrhön mehr oder weniger die Fortsetzung des Sandsteinspessarts östlich der Sinn darstellt. Die Abflachung gegenüber der Rhön fällt um einiges deutlicher aus als die an den westlichen und nördlichen Vorländern. Insgesamt ist der Saum der Südrhön um 20 km breit und ihre Fläche etwa halb so groß wie die der gesamten Rhön. Basaltdurchbrüche treten südöstlich von Kreuzberg-Gruppe und Schwarzen Bergen praktisch gar nicht und südlich der Brückenauer Kuppenrhön nur vereinzelt auf (Sodenberg).

Die Rhön von Westen. Ansicht vom Horst im Vogelsberg

#### Vulkanismus im weiteren Umland der Rhön
Das tertiäre Vulkanfeld der Rhön ist in alle Richtungen, außer in südliche, von vulkanischen Mittelgebirgen und Singularitäten umgeben – mit Entfernungen von der Wasserkuppe zur jeweils höchsten Erhebung und jeweiliger Maximalhöhe in Meter (m) über Normalhöhennull (NHN):
- 50 km westlich der Vogelsberg (773 m)
- 53 km nordwestlich das Knüllgebirge (Knüll, 635,5 m)
- 99 km nordnordwestlich der Hohe Habichtswald (614,8 m)
- 82 km nördlich der Hohe Meißner (753,6 m)
- 41 km (ost)nordöstlich der Dolmar (739,6 m)
- 48 km ostsüdöstlich die Gleichberge (679 m)

Den Vogelsberg könnte man der Höhe wegen als „kleinen Bruder“ der Rhön ansehen. Jedoch ist sein Vulkanfeld von der Basaltmächtigkeit und -ausdehnung her klar der „große Bruder“ der Rhön.
Knüll, Habichtswald und Meißner werden ein und demselben Vulkanfeld zugerechnet, nämlich dem der Niederhessischen Senke, welches beiderseits der Westhessischen Senke aktiv war. Während der Schild des Knüll dem des Vogelsbergs ähnelt, wird der Habichtswald oft mit der Kuppenrhön verglichen. Singulär erscheint dem gegenüber der Meißner, der westlich von nur wenigen, deutlich kleineren Basaltkuppen eingerahmt wird.
Der dem Meißner in seiner Form nicht unähnliche Dolmar ist ein Ausläufer des Vulkanismus der Rhön rechts der Werra, während die ebenfalls singulären beiden Kuppen der Gleichberge Exponenten der Heldburger Gangschar sind, die sich auf verschiedene, naturräumlich unterschiedliche Höhenzüge verteilt und nur an wenigen Stellen markante Oberflächenformen erhalten hat.
Demgegenüber entstammen die jenseits des Dolmar aufragenden Rhyolith-Kuppen des Mittleren Thüringer Waldes einem Vulkanismus, der deutlich älter ist (Perm) und sowohl chemisch als auch hinsichtlich seines tektonischen Rahmens deutlich vom tertiären Vulkanismus Mitteleuropas abweicht. Ihre räumliche Nähe zu den jungen Vulkangebieten ist also eher zufälliger Natur.

### Berge

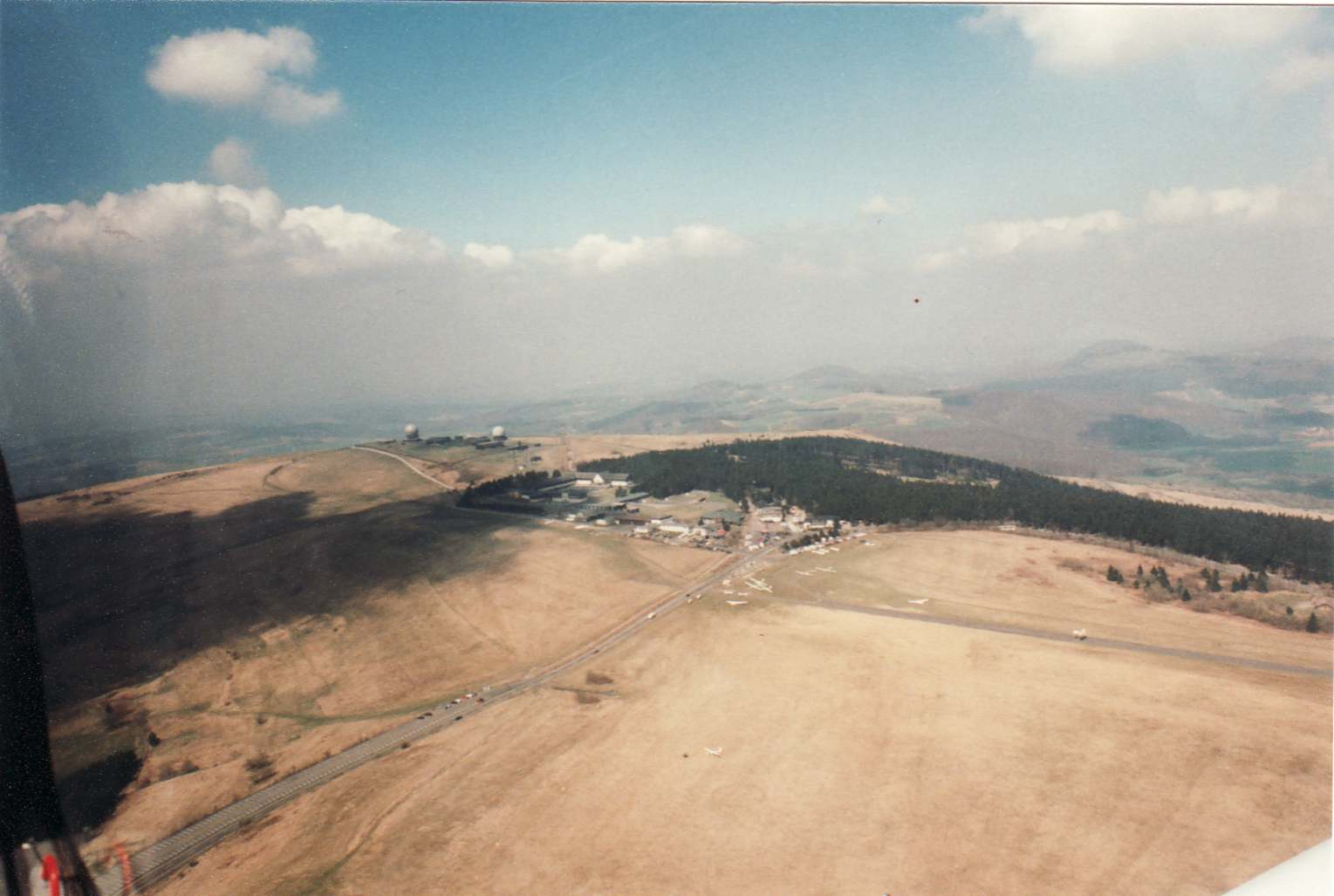
Flug über die Wasserkuppe, 1996

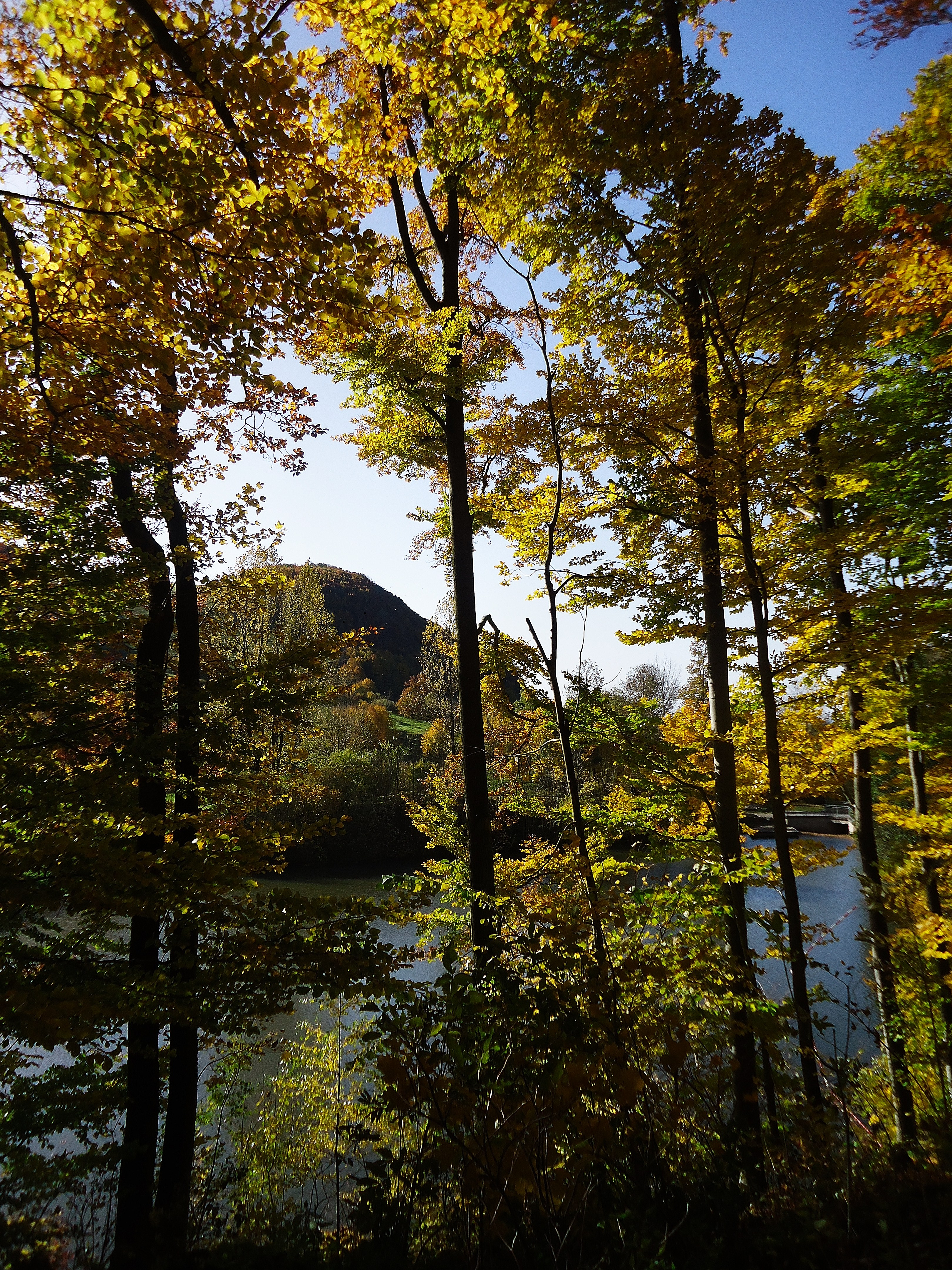
Herbstimpressionen am Guckaisee bei Poppenhausen mit Blickrichtung Südsüdwesten; im Bildhintergrund der Westteil des Eubebergs

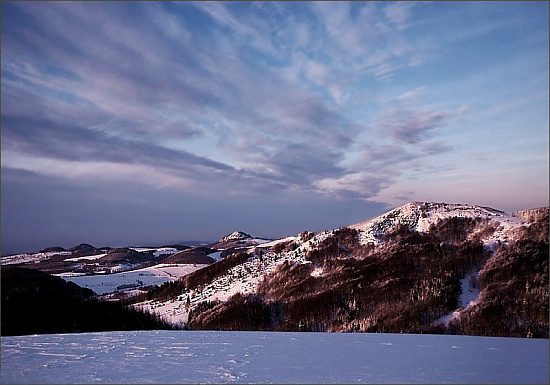
Landschaft der zentralen Rhön mit Milseburg und Pferdskopf

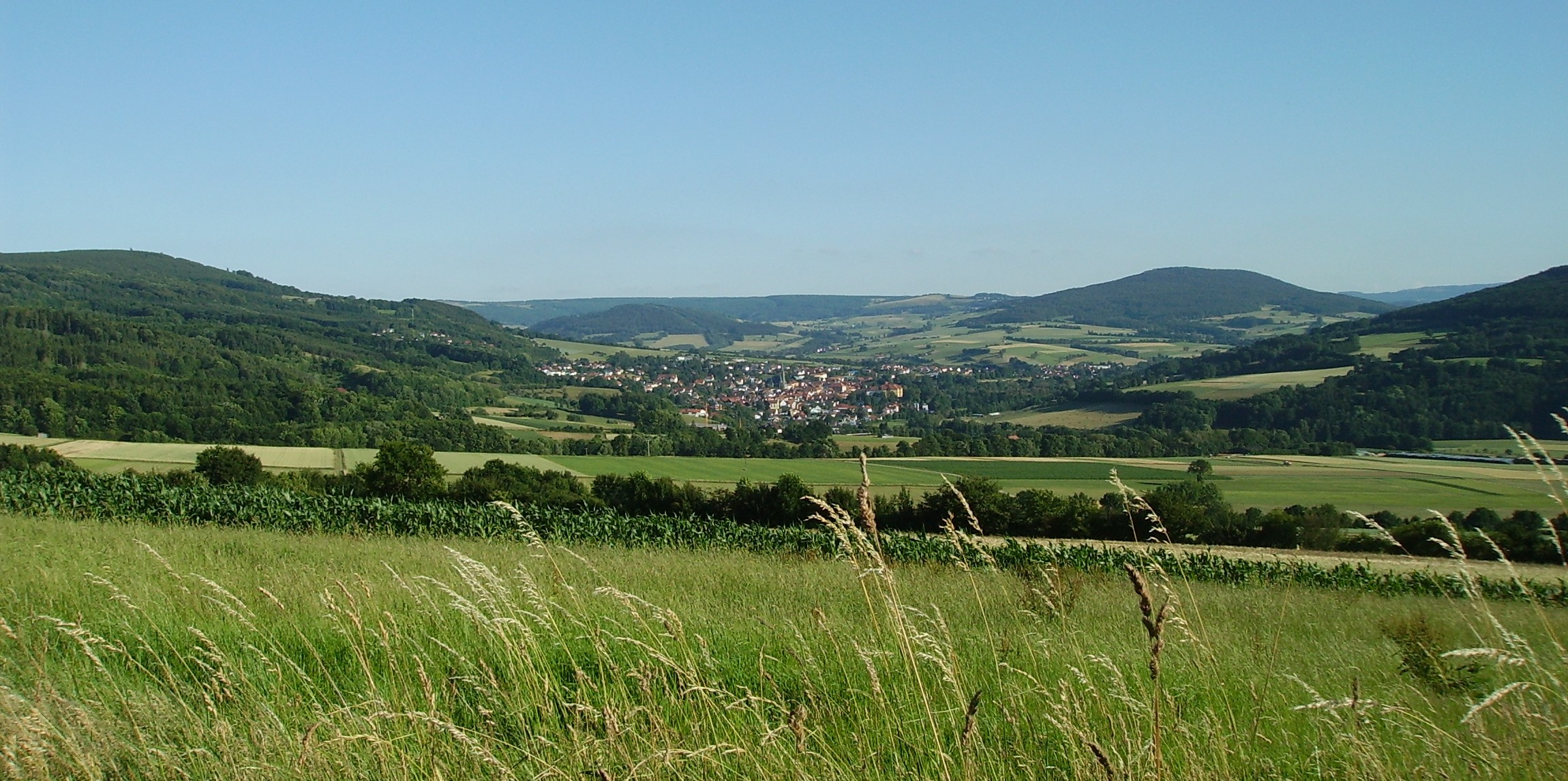
Rhönlandschaft bei Tann (im Juni) – Das Land der offenen Fernen

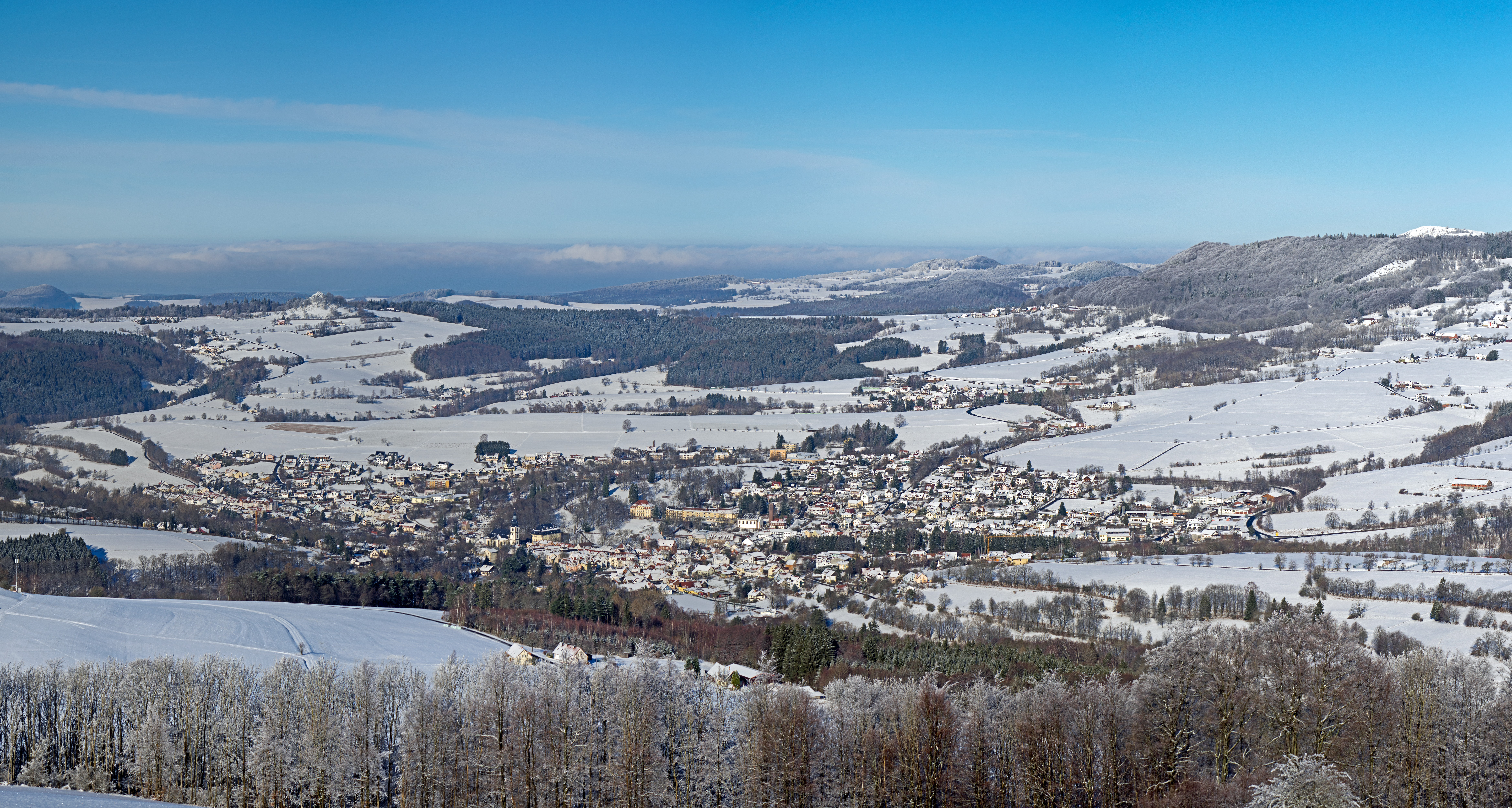
Blick auf Gersfeld im Winter

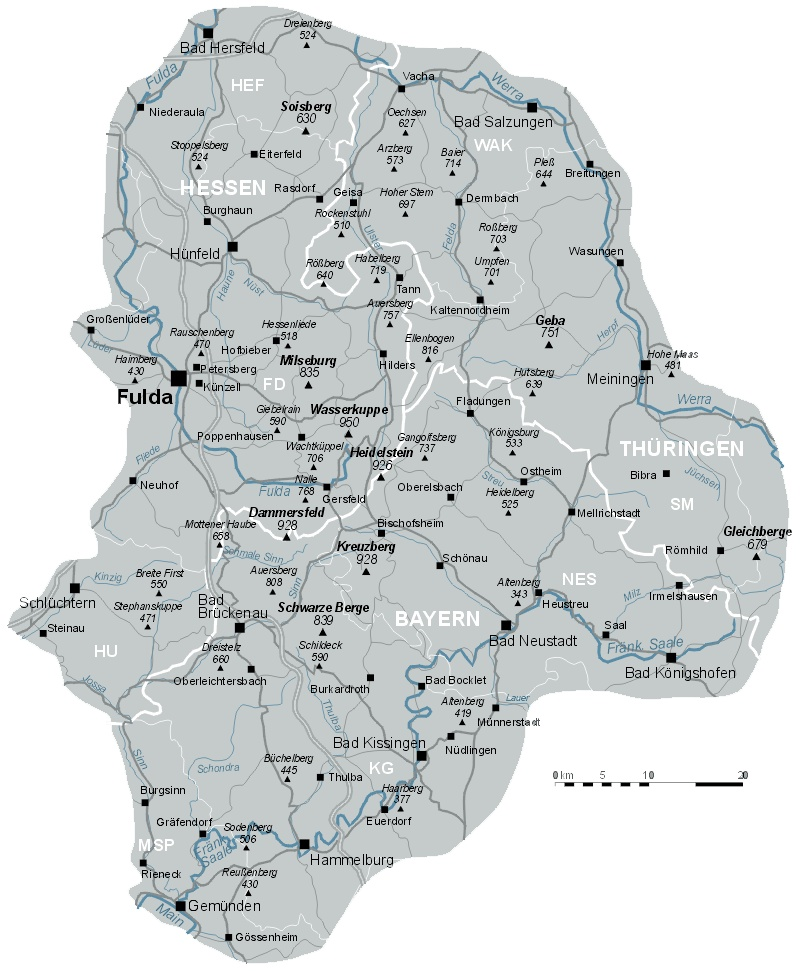
Übersichtskarte der Rhönregion

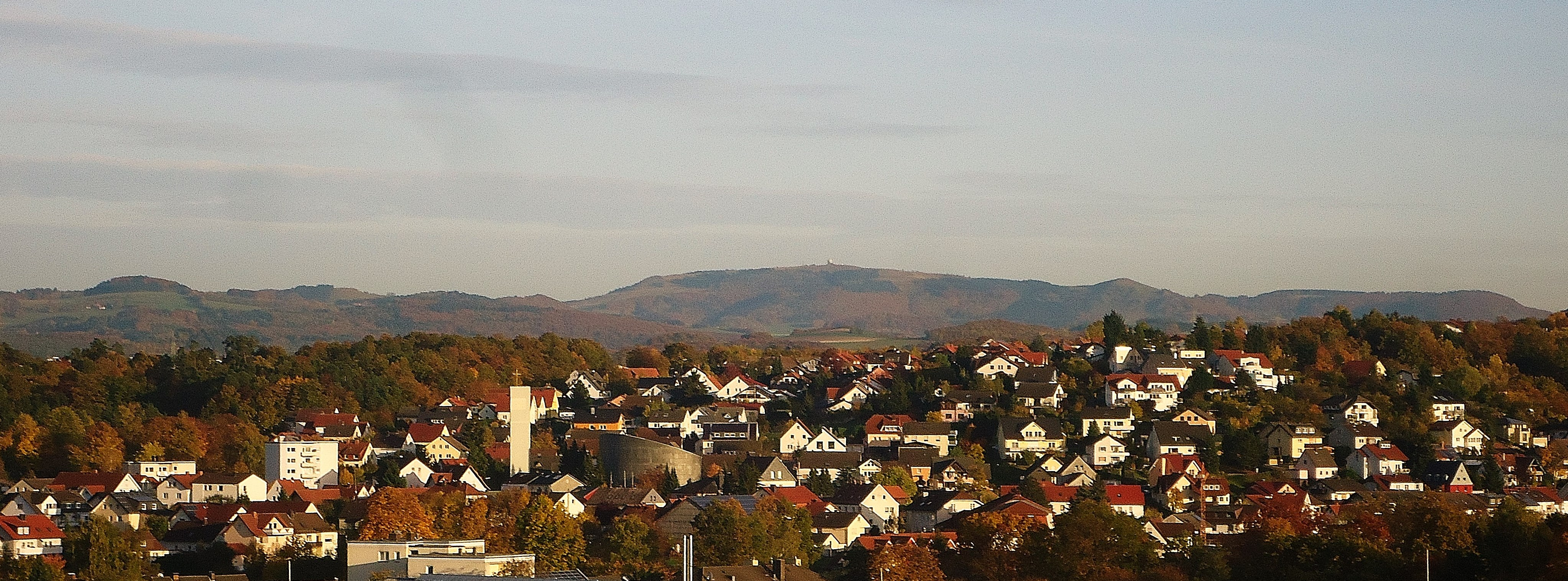
Blick über Künzell Richtung Südosten, mittig im Bildhintergrund die Wasserkuppe

Die höchsten Berge und Gipfel der Rhön sind – nach Höhe in Meter (m) über Normalhöhennull (NHN) sortiert:
1. Wasserkuppe (950,0 m) – Landkreis Fulda (HE); Wasserkuppenrhön – höchster Berg der Rhön und Hessens
2. Dammersfeldkuppe (927,9 m), Landkreise Fulda (HE) und Bad Kissingen (BY); Dammersfeldrücken
3. Kreuzberg (927,8 m), Landkreis Rhön-Grabfeld (BY); Kreuzberg-Gruppe
4. Heidelstein (925,7 m), Landkreis Rhön-Grabfeld, (BY); Lange Rhön
5. Eierhauckberg (909,9 m), Landkreise Fulda (HE) und Bad Kissingen (BY); Dammersfeldrücken
6. Abtsrodaer Kuppe (904,8 m), Landkreis Fulda (HE); Wasserkuppenrhön
7. Stirnberg (901,9 m), Landkreise Fulda (HE) und Rhön-Grabfeld (BY); Lange Rhön
8. Hohe Hölle (893,8 m), Landkreise Fulda (HE) und Rhön-Grabfeld (BY), Dammersfeldrücken
9. Steinkopf (ca. 888 m), Landkreise Fulda (HE) und Rhön-Grabfeld (BY); Lange Rhön
10. Himmeldunkberg (887,9 m), Landkreise Fulda (HE) und Rhön-Grabfeld (BY); Dammersfeldrücken

- Weitere besonders dominante und/oder prominente Berge der Unter-Naturräume der Rhön sind:[22]
  - Arnsberg (843,1 m), Landkreis Rhön-Grabfeld (BY); Kreuzberg-Gruppe
  - Totnansberg (839,4 m), Landkreis Bad Kissingen (BY); Schwarze Berge
  - Milseburg (835,2 m), Landkreis Fulda (HE); Milseburger Kuppenrhön; höchster Berg der Kuppenrhön
  - Ehrenberg (816,5 m), Landkreis Fulda (HE); Wasserkuppenrhön
  - Ellenbogen (Schnitzersberg, 815,5 m), Landkreis Schmalkalden-Meiningen (TH); Lange Rhön
  - Kleiner Auersberg (ca. 808 m), Landkreis Bad Kissingen (BY); Dammersfeldrücken
  - Großer Nallenberg (768,3 m), Landkreis Fulda (HE); Milseburger Kuppenrhön
  - Auersberg (756,9 m), Landkreis Fulda (HE); Auersberger Kuppenrhön
  - Gebaberg (750,7 m), Landkreis Schmalkalden-Meiningen (TH); Vordere Rhön
  - Platzer Kuppe (736,8 m), Landkreis Bad Kissingen (BY); Schwarze Berge
  - Habelberg (718,5 m), Landkreis Fulda (HE); Soisberger Kuppenrhön
  - Baier (713,9 m), Wartburgkreis (TH), Auersberger Kuppenrhön
  - Dreistelzberg (660,4 m), Landkreis Bad Kissingen (BY); Brückenauer Kuppenrhön
  - Große Haube (658,1 m), Landkreise Bad Kissingen (BY) und Fulda (HE); Brückenauer Kuppenrhön
  - Pleß (645,4 m), Landkreis Schmalkalden-Meiningen (TH); Vordere Rhön
  - Soisberg (629,9 m), Landkreis Fulda (HE); Soisberger Kuppenrhön

### Städte und Gemeinden
Die folgenden Listen enthalten jeweils nur eine Auswahl:
Städte und Gemeinden in der Rhön:
- Bad Brückenau
- Bischofsheim in der Rhön
- Burkardroth
- Dermbach
- Dipperz
- Ebersburg
- Ehrenberg
- Eiterfeld
- Fladungen
- Geisa
- Gersfeld (Rhön)
- Hausen
- Hilders
- Hofbieber
- Hünfeld
- Kalbach
- Kaltennordheim
- Motten
- Nordheim vor der Rhön
- Oberelsbach
- Oberleichtersbach
- Oechsen
- Ostheim vor der Rhön
- Poppenhausen
- Rasdorf
- Rhönblick
- Riedenberg
- Sandberg
- Tann
- Wildflecken

Städte und Gemeinden nahe der Rhön:
- Bad Bocklet
- Bad Hersfeld
- Bad Kissingen
- Bad Neustadt
- Bad Salzungen
- Eichenzell
- Friedewald
- Fulda
- Künzell
- Hammelburg
- Meiningen
- Mellrichstadt
- Schönau an der Brend
- Vacha
- Wasungen

### Flüsse
Folgende Flüsse entspringen in der Rhön beziehungsweise fließen an ihr vorbei (in Klammern die Länge):
- Fränkische Saale (142 km) – entspringt im Grabfeld, passiert die Rhön im Südosten, fließt südwestwärts, mündet in den Main und gehört damit zum Einzugsgebiet des Rheins. Das Tal der Fränkischen Saale in der Gegend um Bad Neustadt grenzt die Rhön in Richtung Südosten zum Grabfeld ab.
  - Streu (40 km) – entspringt in der Rhön am Südhang des Ellenbogens, fließt nach Süden in die Fränkische Saale
  - Brend (30 km) – entspringt bei Oberweißenbrunn in der Rhön, fließt nach Südosten in die Fränkische Saale
  - Premich (16 km) – entspringt den zahlreichen Quellen zwischen Kreuzberg und den Schwarzen Bergen, nimmt seinen Lauf in Richtung Südosten in die Fränkische Saale
  - Thulba (31 km) – entspringt an der Platzer Kuppe in der Rhön, fließt nach Süden in die Fränkische Saale
  - Schondra (31 km) – entspringt in der Rhön, fließt nach Süden in die Fränkische Saale
  - Sinn (70 km) – entspringt in der Rhön bei Wildflecken, fließt nach Süden in die Fränkische Saale
- Fulda (218 km) – entspringt in der Rhön an der Wasserkuppe und ist der linke Quellfluss der Weser. Das Tal der Fulda in der Gegend um die Stadt Fulda grenzt die Rhön in Richtung Westen zum Vogelsberg ab.
  - Haune (64 km) – entspringt in der Rhön, fließt nach Norden in die Fulda
  - Lütter (16 km) – entspringt unterhalb der Wasserkuppe, fließt nach Westen in die Fulda
  - Döllau (23,5 km) – entspringt in der Rhön, fließt über die Fliede in die Fulda
- Werra (298 km) – entspringt an Nahtstelle von Thüringer Wald und -Schiefergebirge, passiert die Rhön im Nordosten, fließt nordwärts und ist der rechte Quellfluss der Weser. Das Tal der Werra zwischen Bad Salzungen und Wasungen grenzt die Rhön in Richtung Osten zum Thüringer Wald hin ab.
  - Herpf (22 km) – entspringt in der Rhön, fließt nach Osten in die Werra
  - Ulster (56 km) – entspringt in der Rhön, fließt nach Norden in die Werra
  - Felda (40 km) – entspringt in der Rhön, fließt nach Norden in die Werra

### Gewässer
Bedingt durch das teilweise ozeanische Klima der Rhön mit hohen Jahresniederschlägen um 1.000 mm sind die hydrologischen Voraussetzungen für das Vorhandensein zahlreicher Gewässer gegeben. Natürliche stehende Gewässer finden sich in der Rhön nur wenige. Von großer Bedeutung sind die Fließgewässer. Quellen und Moore nehmen eine Sonderstellung ein. Weitere Informationen finden sich im Hauptartikel.

## Geologie

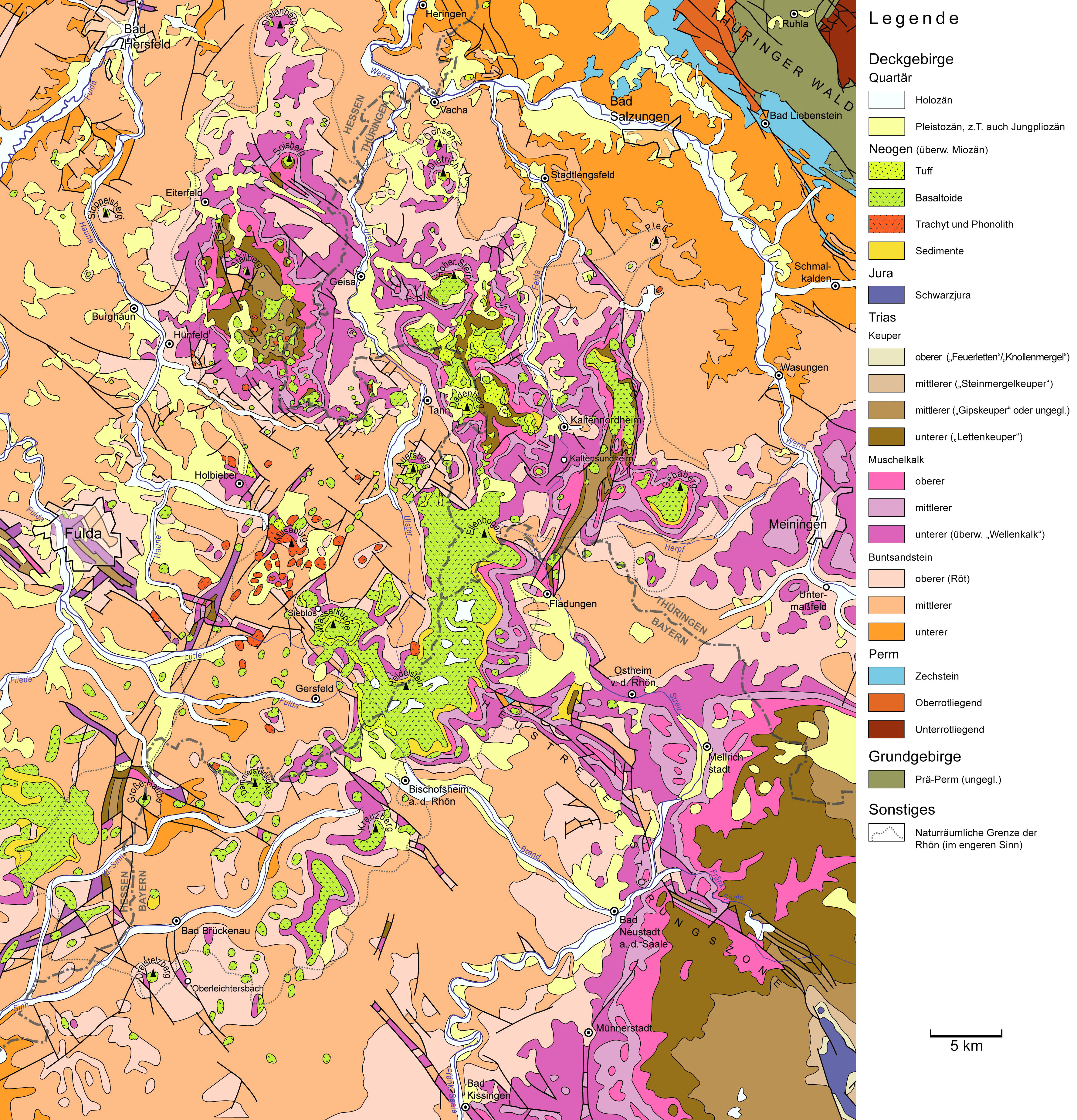
Geologische Karte der Rhönregion

Die Rhön ist Teil der Süddeutschen Großscholle (Süddeutsches Schichtstufenland). Im regionalgeologischen Sinn werden unter dem Begriff Rhön in erster Linie die überwiegend neogenen basischen Rhön-Vulkanite und deren Verwitterungsprodukte verstanden (Rhön im engeren Sinne). Die älteren Sedimentgesteine in der Umgebung der Vulkanitkomplexe werden eher nicht mit dazugezählt. Dies ergibt auch geomorphologisch Sinn, da das Gebiet der heutigen Rhön ohne die Vulkangesteine topographisch relativ unauffällig wäre. Im Folgenden wird daher im Zusammenhang mit den nicht-vulkanischen Gesteinen nur von der Rhönregion (Rhön im weiteren Sinn) gesprochen.

### Grundgebirge
Der Unterbau (Grundgebirge) der Rhönregion besteht aus metamorphen Gesteinen der Mitteldeutschen Kristallinschwelle (MKS), einer relativ schmalen, südwest-nordost verlaufenden Zone des Variszischen Grundgebirges, vertreten durch Quarzite, Gneise und Dolomit-Marmor. In der Rhön und deren Umland treten diese Formationen nirgends an der Oberfläche zutage, sondern wurden in Tiefen von mehr als 1000 Metern erbohrt.

### Perm
Im Perm wurde das im Oberkarbon aufgefaltete Variszische Gebirge abgetragen. Im Gebiet der heutigen Rhön lag im Unter- und Mittelperm ein nordost-südwest verlaufender Bergrücken, die sogenannte Spessart-Rhön-Schwelle, die im Wesentlichen dem Verlauf der MKS folgte. Sie war Abtragungsgebiet. Von dort aus wurden grobkörnige Rotsedimente in die Beckenbereiche im Nordwesten (Saar-Selke-Trog) und im Südosten (Kraichgau-Saale-Trog) eingeschüttet. Die entsprechenden Sedimentschichten werden wegen des Zeitraumes und den Umständen ihrer Entstehung in die Rotliegend-Serie Mitteleuropas gestellt.
Im Oberperm vereinigten sich die zuvor isolierten mitteleuropäischen Gebirgsbecken miteinander und mit dem nördlichen Gebirgsvorland und schufen so den größeren, als Germanisches Becken bezeichneten Ablagerungsraum. In diesen brach aus dem Norden das Meer ein, das wegen der von ihm hinterlassenen, unter dem Begriff Zechstein zusammengefassten Ablagerungen als Zechsteinmeer bezeichnet wird. Über das Gebiet der Rhön erstreckte sich das sogenannte Hessische Zechsteinbecken, eine Bucht im Süden des Zechsteinmeeres. Die Spessart-Rhön-Schwelle durchzog dieses Becken als untermeerischer Höhenrücken. In diesem Becken wurden u. a. die Kalisalze abgelagert, die heute im Fliede- und Werratal abgebaut werden und die auch im Untergrund der Rhönregion liegen. Die Solen der Bäder Brückenau, Kissingen und Neustadt verdanken ihre Lösungsfracht ebenfalls den Salzlagern des Zechsteins. Die Ablaugung von Salzlagern durch Grundwasser verursachte in der Rhön und ihrem Umland Erdfälle, wie beispielsweise das Träbeser Loch oder die „Kutten“ der Thüringischen Rhön und möglicherweise auch den Frickenhäuser See. Solche Erdfallsenken entstanden bereits in jüngerer geologischer Vergangenheit, wie es u. a. die oligozänen Seesedimente der Fossillagerstätte Sieblos (siehe unten) belegen. Rotliegend- oder Zechstein-Aufschlüsse gibt es in der Region fast keine.

### Trias

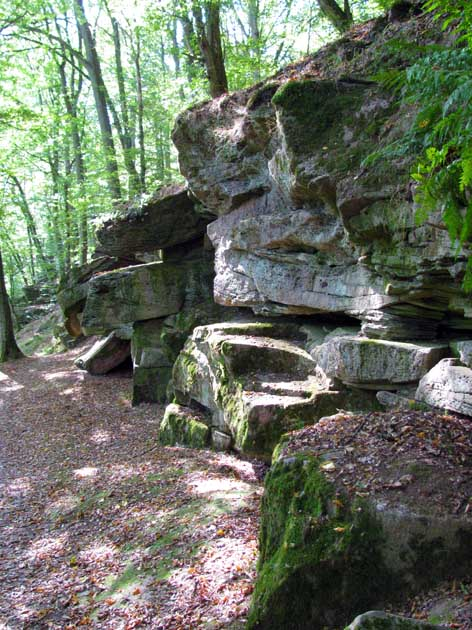
Teil der sogenannten Wichtelhöhlen im Tal der Fränkischen Saale bei Bad Kissingen im Südosten der Rhönregion: angeschnittene bankige, rötliche Sandsteine des mittleren Buntsandsteins

An den Rändern und im Umland der Rhönvulkanite stehen weithin die in der Südhälfte Deutschlands flächendeckend verbreiteten Gesteine des Buntsandsteins (Untere Trias) und des Muschelkalks (Mittlere Trias) an. Zu Beginn der Trias hatte sich das Zechsteinmeer wieder zurückgezogen. Die Zechstein-Sedimentation hatte das Relief in der Rhön-Gegend weitgehend ausgeglichen und die Spessart-Rhön-Schwelle erhob sich kaum noch über ihre Umgebung. Die Ablagerungen des Buntsandsteins, meist rötliche Sandsteine, sind alluviale und fluviatile Sedimente des relativ trockenen, halbwüstenhaften Germanischen Beckens. Fossilien sind im Buntsandstein relativ selten. Der Fund des Temnospondylen „Mastodonsaurus ingens“ (möglicherweise identisch mit den Mastodonsauriden Heptasaurus cappelensis oder Mastodonsaurus giganteus) im oberen Buntsandstein von Gambach am Südrand des Buntsandsteinvorlandes der Rhön ist deshalb etwas Besonderes. Ferner sind das Fährtenfossil Chirotherium (vermutlich die Fährte eines frühen Archosauriers), sowie Reste von Schachtelhalmen und Farnen nachgewiesen.
Die Kalksteine und Kalkmergel des Muschelkalks sind Ablagerungen eines erneuten Meereseinbruches nach Mitteleuropa, der diesmal aber von Süden erfolgte. Da er deutlich erosionsbeständiger ist als der tonreiche Obere Buntsandstein (Röt), bildet der Untere Muschelkalk oft Bergkuppen und markante Geländestufen. Das Gleiche gilt für den Oberen Muschelkalk, der dem mergeligen, relativ leicht erodierbaren Mittleren Muschelkalk auflagert. Im generell relativ fossilreichen Unteren und Oberen Muschelkalk finden sich u. a. Reste von Seelilien, terebratuliden Brachiopoden und Ceratiten.
Die Sedimentationsbedingungen zur Ablagerungszeit der vielfarbigen, überwiegend tonigen Keupergesteine in der oberen Trias schwankten zwischen fluviatil und marin sowie zwischen humid und semiarid. Keupergesteine sind relativ kleinflächig und nur im Nordteil der Rhönregion erhalten, entweder auf eingesunkenen Schollen oder dank ihrer „Armierung“ durch die Rhön-Vulkanite. Zudem finden sich ausschließlich Ablagerungen des Unteren und Mittleren, keine des Oberen Keupers. Der Untere Keuper („Lettenkeuper“) umfasst eine durchweg unter humiden Bedingungen gebildete, z. T. karbonatführende Wechsellagerung von Süßwassersedimenten mit Sedimenten einer brackischen, ruhigen Meeresbucht. Zum Mittleren Keuper („Gipskeuper“) hin setzte sich trockeneres Klima durch und infolge der Eindampfung stehender Gewässer enthalten die zumeist tonigen Ablagerungen z. T. relativ mächtige Schichten aus evaporitschem Gips.

### Jura und Kreide
Im Jura wurde im Zuge der Saxonischen Tektonik die Spessart-Rhön-Schwelle reaktiviert, wodurch die Rhönregion angehoben wurde. Zunächst dürfte sie aber noch vom Unterjurameer bedeckt gewesen sein, das sich über weite Teile Mitteleuropas erstreckte. In der Unterkreide ist die Rhönregion dann Teil der Rheinisch-Böhmischen Insel. Dies hatte die Wiederabtragung der Ablagerungen des Jura zur Folge, die vermutlich zumeist aus Tonsedimenten bestanden. Während des weltweit sehr hohen Meeresspiegelstandes in der Oberkreide könnte erneut Meeresbedeckung vorgelegen haben, doch auch hierfür haben sich wegen nachfolgender Erosion keine Zeugnisse erhalten.

### Paläogen
Ablagerungen des Tertiär treten in der Rhönregion im Allgemeinen nicht flächendeckend, sondern nur lokal begrenzt auf. Alttertiäre Sedimente sind vor allem aus der Langen Rhön und aus der Gegend um Sieblos westlich der Wasserkuppe bekannt, wo sie allerdings nur selten an der Oberfläche anstehen. Sie wurden vielmehr meist mittels Bohrungen unterhalb der Vulkanite lokalisiert, wo sie einem Paläorelief aus Buntsandstein und Muschelkalk auflagern. Besonders bekannt ist hierbei die unteroligozäne Sieblos-Formation, die überwiegend aus Tonsedimenten besteht. Sie enthält aber auch Abschnitte mit laminierter Faulschlammkohle (Dysodil), die früher als Brennstoff abgebaut wurde, sowie Süßwassermergel und -kalksteine. Aus diesen Schichten sind fossile Reste von u. a. Zimtbäumen, Eukalyptus, Akazien, Mimosen, Insekten, Fischen, Krokodilen, Schildkröten, Vögeln und Säugetieren geborgen worden. Die Senke, in der sich die Sedimente der Sieblos-Formation ablagerten, entstand vermutlich im Zuge des Einsinkens des Oberrheingrabens und der Hessischen Senke, in deren Randbereich die Rhönregion liegt. Nach dieser Auffassung wird die Sieblos-Formation als randmarines bis brackisches Pendant der unteroligozänen Meeressedimente des Oberrheingrabens betrachtet. Neuere Interpretationen sehen in der Sieblos-Formation dagegen Ablagerungen eines Sees in einer Einsturzsenke, die durch die Ablaugung der wasserlöslichen Gesteine im Untergrund der Rhönregion entstand. Nachgewiesene periodische Zunahmen des Salzgehaltes seien durch starke Verdunstung und geringe Niederschläge, nicht aber durch marinen Einfluss zu erklären.
Eine weitere vielfältige Flora und Fauna des Oligozäns tritt in der Oberleichtersbach-Formation auf, einem lokalen Oligozänvorkommen in der Nähe von Bad Brückenau. Die dunklen, tonigen Sedimente werden als Ablagerungen eines Sees interpretiert, der sich vermutlich in einer Einsturzsenke bildete, die infolge der Ablaugung von gips- und salzreichen Schichten des Mittleren Muschelkalks entstanden war.
Ebenfalls oligozänen, möglicherweise auch noch früh- oder sogar mittelmiozänen Alters ist die dysodilführende Kühnstein-Formation. Sie enthält keine Makrofossilien, sondern lediglich fossile Pollen.

### Neogen

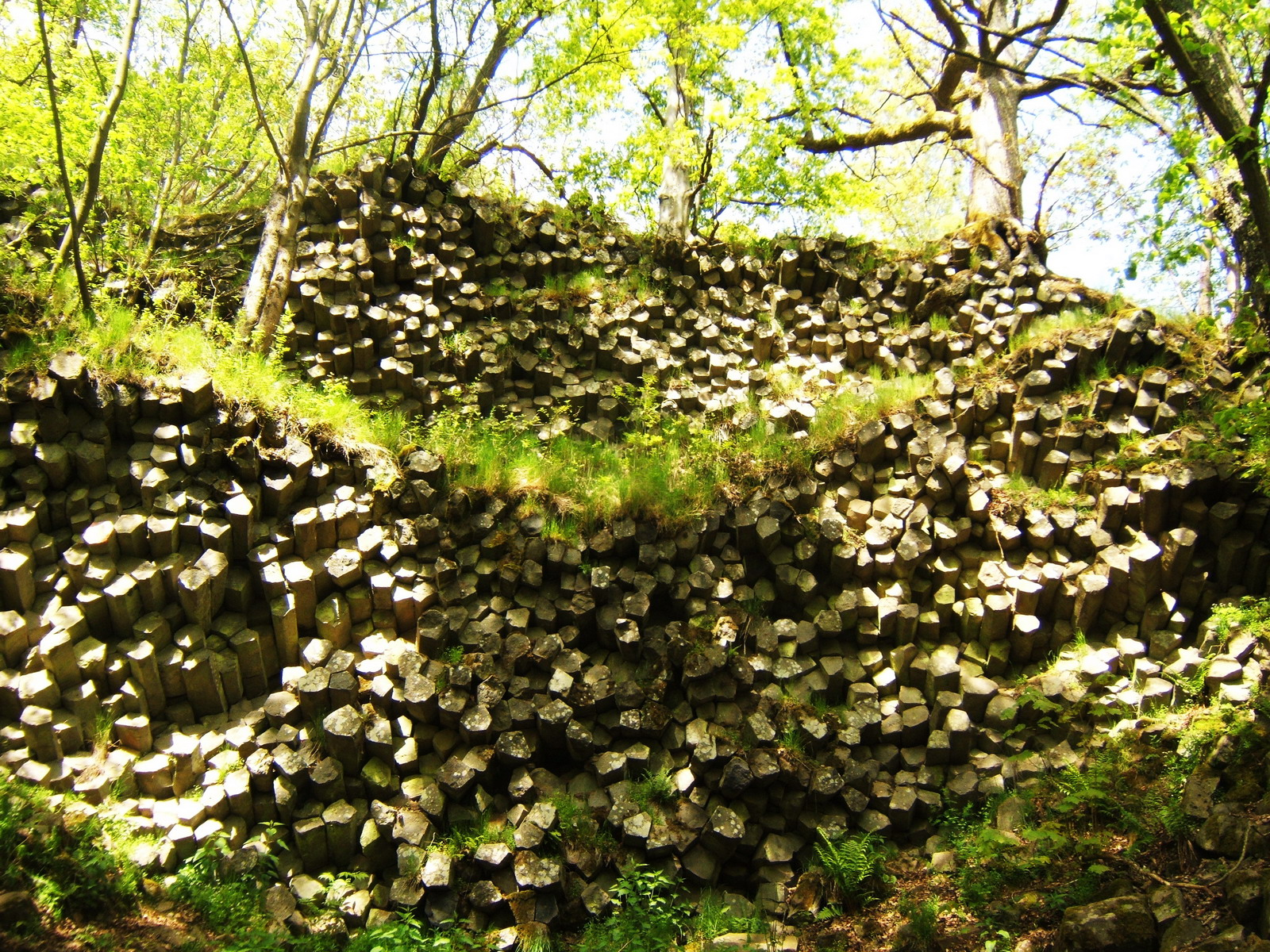
Basaltprismen am Gangolfsberg, Hohe Rhön

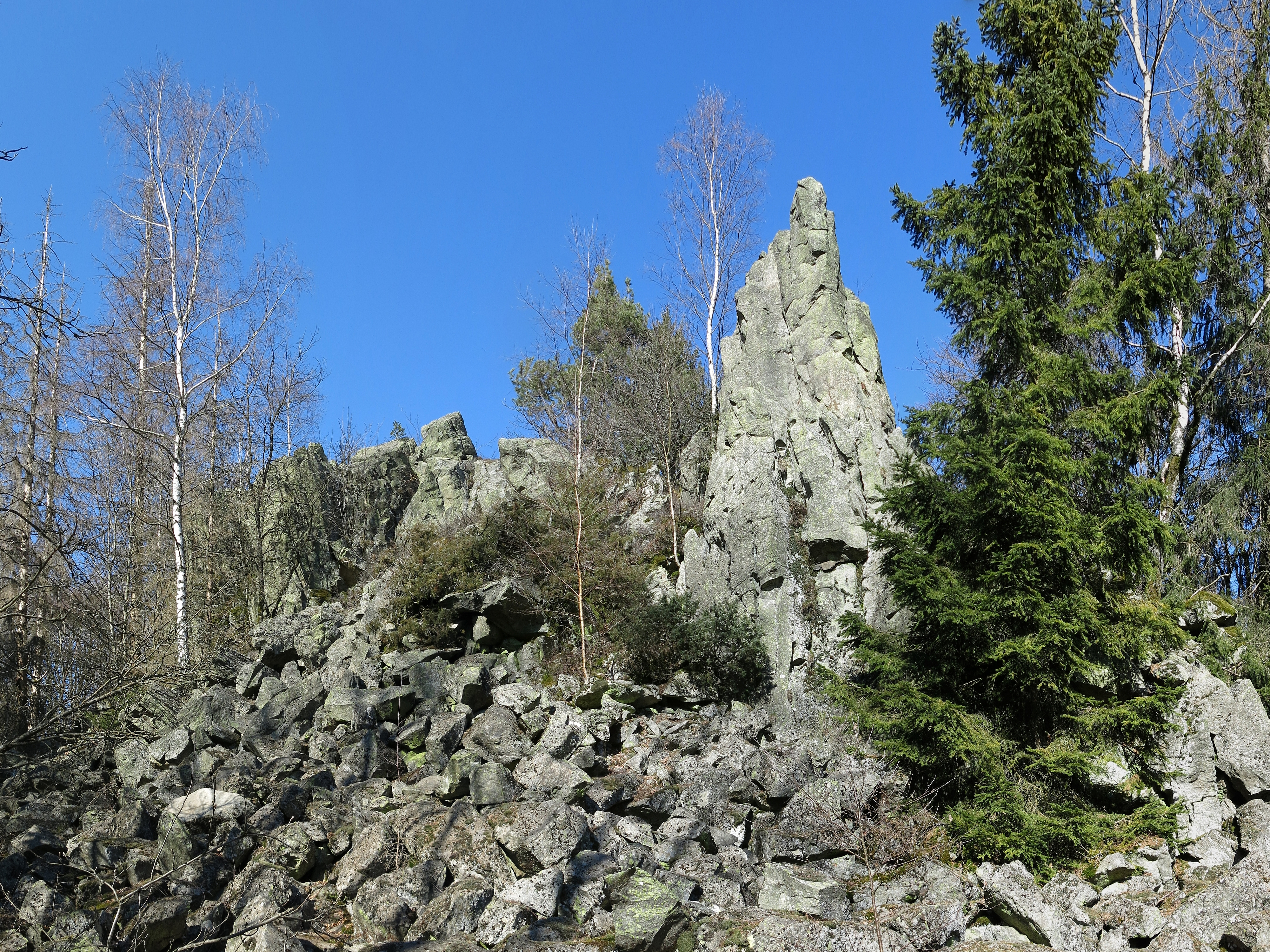
Teufelstein, eine der vulkanischen Erosionsruinen der Milseburger Kuppenrhön

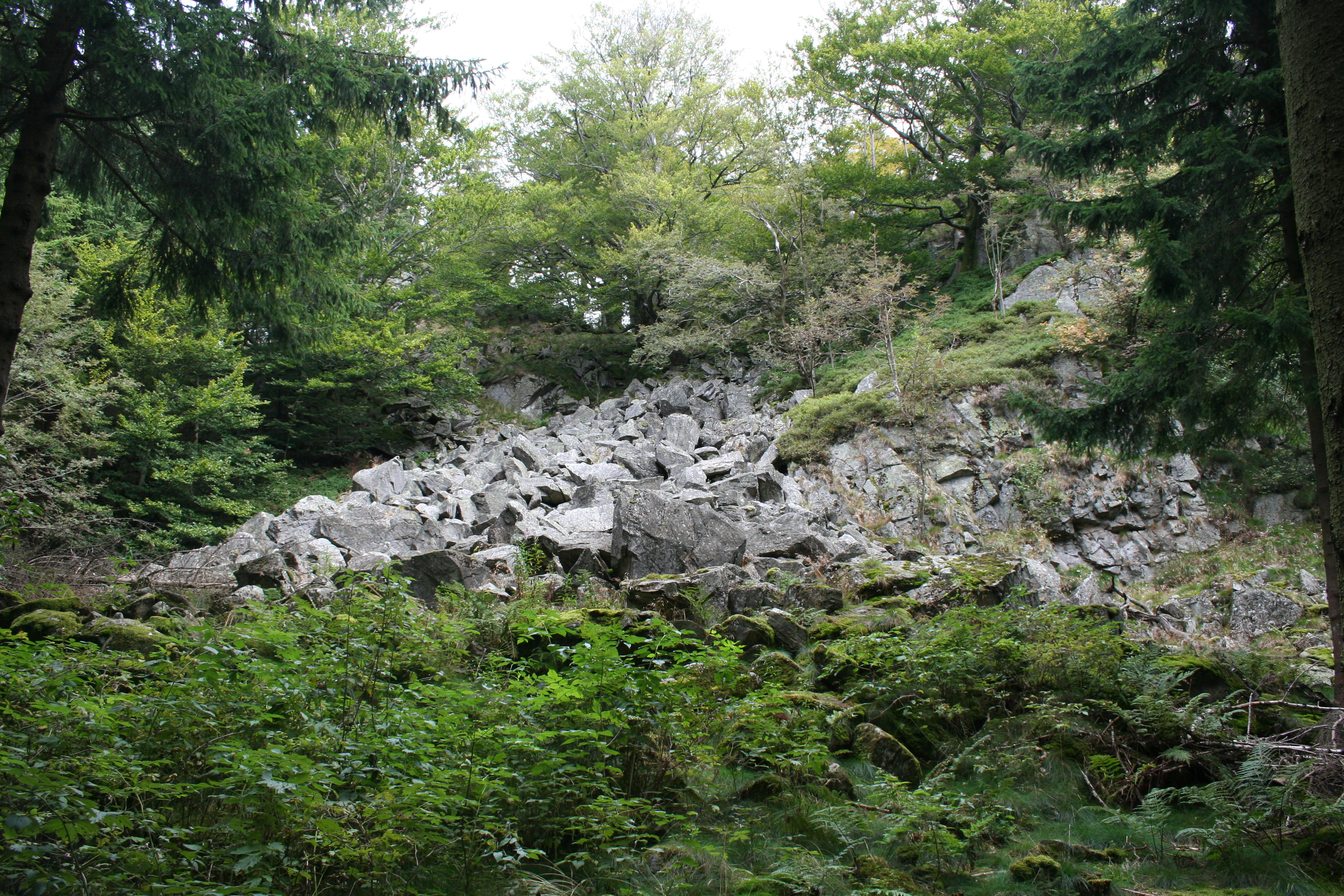
Anstehender Basalt (rechts) und Blockhalde am Bubenbader Stein, Milseburger Kuppenrhön

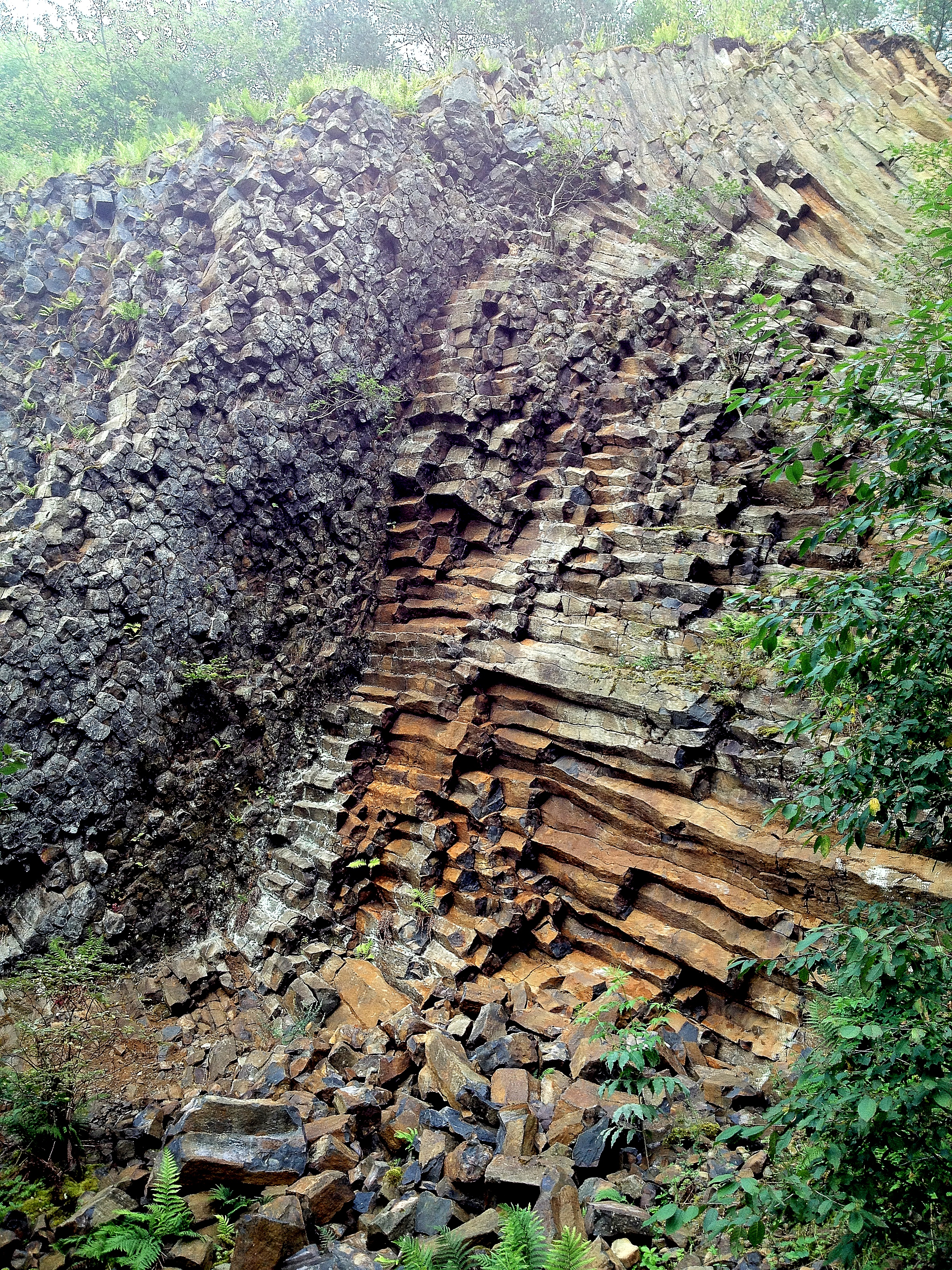
Basaltprismen im ehemaligen Steinbruch im Lindenstumpf, einem von Oberem Buntsandstein umgebenen Schlot unmittelbar nördlich von Schondra, im Südosten der Brückenauer Kuppenrhön

#### Vulkanismus
Zum Ende des Oligozäns, vor etwa 25 Millionen Jahren, sind zunehmend Tuffe und Lavagestein in die Sedimentfolgen eingeschaltet, die schließlich ganz von Lavadecken überlagert werden. Diesem etwa 20 Millionen Jahre, bis zum frühen Pliozän anhaltendem Vulkanismus, dessen Höhepunkt in etwa im frühen Miozän liegt, verdankt die heutige Landschaft der Rhön ihre charakteristische Gestalt. Der Rhönvulkanismus steht, wie alle jungen Vulkangebiete Mitteleuropas (z. B. Siebengebirge, Westerwald, Vogelsberg, Duppauer Gebirge), mit tektonischen Vorgängen in Zusammenhang, die auf die Alpenentstehung zurückgehen: Dass es sich bei den geförderten Laven überwiegend um Material handelt, das dem oberen Erdmantel entstammt, liegt zum einen vermutlich daran, dass die Verdickung der Kruste und die Absenkung der Basis der Lithosphäre unter dem Alpen-Orogen für Ausgleichsprozesse mit Aufstieg der Lithosphärenbasis unter den umliegenden Krustenarealen sorgte. Zum anderen begünstigte die durch die Fernwirkung der Alpenbildung bedingte Bruchtektonik in Mitteleuropa durch Druckentlastung Aufschmelzungsprozesse im angehobenen Lithosphärenmantel und das Aufdringen entsprechender Schmelzen zur Erdoberfläche.
Die erste Phase des Rhön-Vulkanismus ist u. a. durch die Förderung relativ differenzierter und verhältnismäßig SiO2-reicher Schmelzen bzw. die daraus hervorgegangenen Gesteine gekennzeichnet: Tephrite, Phonolithe und Trachyte. Diese Gesteine sind heute vorwiegend im Westen und Nordwesten der Rhön anzutreffen. Da sie oft mit Hornblendebasaniten (mit bis zu 2 Zentimeter großen Olivin und Klinopyroxen-Einsprenglingen) vergesellschaftet sind, ist davon auszugehen, dass letztgenannte die undifferenzierte Ausgangsschmelze der Tephrite, Phonolithe und Trachyte repräsentieren. Diese erste Phase des Rhön-Vulkanismus ist explosiv und durch mächtige Ablagerungen pyroklastischer Ströme (Ignimbrite) gekennzeichnet. Nach ihrem Abklingen setzt eine länger währende Erosionsphase ein, im Laufe derer die Vulkanbauten faktisch vollständig wieder erodiert werden und nur die Förderschlote im Untergrund verbleiben. Seither hat sich durch weitere Erosion, welcher das Nebengestein (in der Regel Schichten des Buntsandsteins oder Muschelkalks) weniger entgegensetzen konnte als die Schlote, das charakteristische Bild der Kuppenrhön herausgebildet. Randlich um die Basaltschlote oder direkt als Schlotfüllung finden sich sogenannte Schlotbrekzien, die oft aus Fragmenten des von der Lava durchschlagenen Nebengesteins bestehen, z. T. aber auch vulkanisches Auswurfmaterial (Tuffe usw.) umfassen. In einer der zahlreichen Forschungsbohrungen bei Sieblos waren oberoligozäne Fossilien (u. a. Schnecken) in einer Tuff-Abfolge sekundär eingebettet, wobei sie offenbar durch die vulkanische Aktivität aus ihrer ursprünglichen Lagerstätte in der Sieblos-Formation herausgerissen wurden.
Die zweite, jüngere Phase des Rhön-Vulkanismus ist durch Förderung undifferenzierterer Laven mit geringerem Anteil an SiO2 charakterisiert. Diese Laven flossen relativ ruhig aus und bildeten die Lavadecken, aus denen das Plateau der Hohen Rhön aufgebaut ist. Die petrographischen Bezeichnungen für die entsprechenden basaltischen Gesteine lauten Nephelinbasanit, Olivinnephelinit und Alkali-Olivinbasalt. Im Fall relativ langsamer Abkühlung bildete sich ein charakteristisches Klüftungsmuster im Gestein, durch das langgestreckte polygonale Prismen, Basaltsäulen, entstanden.
Das in alkalischen Lavagesteinen in geringen Mengen vorkommende Kettensilikatmineral Rhönit und das spezielle Tephritgestein Buchonit haben in der Rhön ihre Typlokalitäten.
Nach weitgehendem Abklingen der Lavaförderung begann die postvulkanische Phase, die mit dem Aufstieg vulkanischer Gase, insbesondere Kohlendioxid verbunden ist. Hochreines Kohlendioxid, das sich unterhalb der Zechsteinsalze im Kluftraum der basalen Zechsteinschichten und des Rotliegend ansammelte, wurde im 20. Jahrhundert in der Vorderrhön für die chemische Industrie und die Getränkewirtschaft mittels Bohrungen gefördert. Grundwasser mit einem hohen Anteil gelösten Kohlendioxids (sogenannte Säuerlinge), das in der Rhön an verschiedenen Stellen zutage tritt, wird als natürliches Mineral- und Heilwasser genutzt.
Die gesamte Rhönregion wurde vom Pliozän bis ins Pleistozän domartig um mehrere 100 Meter aufgewölbt, was zu einer Akzentuierung des von den erosionsresistenteren Vulkangesteinen bestimmten heutigen Reliefs beitrug.

#### Sedimente
Wie die paläogenen Sedimente sind auch neogene Sedimente nur kleinräumig in der Rhön vorhanden. Die miozäne Kaltennordheim-Formation ist u. a. in der stillgelegten Braunkohlengrube am Bauersberg bei Bischofsheim am Westrand der Hohen Rhön aufgeschlossen. In braunkohlehaltigen Schichten ist dort eine reichhaltige miozäne Sumpf- und Niederungsflora überliefert.
Pliozäne Ablagerungen finden sich im Osten der Rhönregion. Bei den als Borsoni-Formation bezeichneten Schichten handelt sich überwiegend um Sedimente des Ur-Saale- bzw. Main- und des Ur-Werra- bzw. Weser-Flusssystems, die nahe den heutigen Flussläufen als Erosionsrelikte, z. T. innerhalb von Erdfallsenken, erhalten sind. Sie enthalten Zähne und Skelette von Mammutiden (Mammut borsoni, die namensgebende Art der Borsoni-Formation) und urtümlichen Elefantenverwandten (Anancus arvernensis), Tapiren (Tapirus arvernensis) und hirschartigen Vertretern (Hypolagus, Metacervoceros).

### Quartär
Quartärsedimente sind durch äolischen Lösslehm und fluviatile Auelehme vertreten. Die Hochmoore der Hohen Rhön gehen auf den Niederschlagsreichtum der Rhönregion und die damit verbundene intensive chemische Verwitterung des Basaltplateaus zurück. Die zahlreichen Blockhalden der Rhön sind hingegen das Ergebnis der intensiven physikalischen Verwitterung der Basalte im arktischen Klima der letzten pleistozänen Kaltzeiten. Die eiszeitlichen Gletscher selbst drangen allerdings nicht bis in die Rhönregion vor.
Aus altpleistozänen, warmzeitlichen Flusssanden der Werra bei Untermaßfeld nahe Meiningen stammt eine etwa 1 Million Jahre alte Fauna mit u. a. Steppenmammuts, Flusspferden, Etruskischen Nashörnern, Bisons, den Säbelzahnkatzen Homotherium und Megantereon, Riesenhyänen, Jaguaren und Berberaffen. Die Interpretation von Fragmenten aus Hornstein und Knochen, die mit dieser Fauna assoziiert sind, als Werkzeuge von Frühmenschen und damit als indirekte Hinweise darauf, dass Vertreter der Gattung Homo bereits im frühen Pleistozän nach Mitteleuropa vordrangen, ist umstritten.

### Geotope
In den drei Bundesländern Thüringen, Bayern und Hessen sind zahlreiche Geotope auf Landkreisebene kartiert worden. Während die diesbezüglichen Daten in Thüringen und Bayern von den zuständigen Landesämtern in gewissem Umfang online zur Verfügung gestellt werden, setzt das Hessisches Landesamt für Naturschutz, Umwelt und Geologie auf den Verkauf von Printmedien. Beschreibungen von Geotopen im Bereich der Rhön finden sich in folgenden Artikeln:
- Liste der Geotope der Rhön im Wartburgkreis
- Liste der Geotope der Rhön im Landkreis Schmalkalden-Meiningen
- Liste der Geotope im Landkreis Rhön-Grabfeld
- Liste der Geotope im Landkreis Bad Kissingen
- Liste der Geotope der Rhön im Landkreis Fulda

## Klima
Das Klima der Rhön wird bestimmt von einer Übergangszone vom ozeanischen Klima mit geringen, hin zum kontinentalen Klima mit erheblichen jahreszeitlichen Temperaturschwankungen.
Informationen zum speziellen Klima sowie zu den zu erwartenden Klimaveränderungen in der Rhön finden sich im Hauptartikel:

## Flora und Fauna
Aufgrund der geographischen und geologischen Gegebenheiten ist die Rhön ein Gebiet mit überdurchschnittlicher Biotop- und Artenvielfalt. Doch auch der Mensch hat durch die Schaffung einer strukturreichen Kulturlandschaft wertvolle sekundäre Lebensräume geformt. Zum Schutz der Tier- und Pflanzenwelt sowie des Nachthimmels, um die Folgen von Nachtlicht für Flora und Fauna zu verdeutlichen sowie die Themen Lichtverschmutzung zu verdeutlichen, gibt es seit 2001 im Biosphärenreservat Rhön eine Initiative, Teile des Biosphärenreservats als Lichtschutzgebiet auszuweisen. Die Anerkennung als Sternenpark im Biosphärenreservat Rhön durch die International Dark Sky Association erfolgte im August 2017.

### Flora
Im Vergleich zu den anderen Mittelgebirgen Deutschlands ist die Rhön überdurchschnittlich reich an Pflanzenarten. Als potentielle natürliche Vegetation würde der Buchenwald in all seinen Abwandlungen mit eingestreuten anderen Gehölzen dominieren, jedoch ist er im heutigen Landschaftsbild zurückgedrängt. Einige dieser Urwälder wurden als Kernzonen im Biosphärenreservat Rhön ausgewiesen, somit unterbleiben jegliche Eingriffe in die Natur. Die edelholzreichen Buchenwälder der Hochlagen beherbergen seltene, teils isoliert vorkommende Pflanzenarten wie Alpen-Milchlattich, Breitblättrige Glockenblume, Glänzender Kerbel und Silberblatt. Die Vegetation der talnahen Kalkbuchenwälder zeichnet sich teils durch montane, teils colline Arten aus. Neben häufig vorkommenden Pflanzen wie Türkenbundlilie, Maiglöckchen und Bärlauch sind hier auch verschiedene Orchideen wie etwa die Waldvögelein-Arten, die Korallenwurz, Nestwurz, Frauenschuh und Purpur-Knabenkraut heimisch.
Nur ein kleiner Flächenanteil der Rhönlandschaft ist primär waldfrei, und zwar Hochmoore, Felsen und Blockhalden. Diese Lebensräume beherbergen insbesondere hochspezialisierte Arten. Die Hochmoore der Langen Rhön (Rotes Moor und Schwarzes Moor) gelten als pflanzengeographisch wichtige Bindeglieder zwischen den nordischen und alpinen Hochmooren. Hier wachsen beispielsweise der Sonnentau, die Krähenbeere und Wollgräser. Im Felsgestein der Vulkanberge sind seltene Arten wie Pfingstnelke, Nelken-Leimkraut, Südlicher Wimpernfarn und Tannenbärlapp heimisch.
Natürliche Nadelwälder gibt es in der Rhön nicht, dennoch kommen in den artenreichen Kiefernmischwäldern bemerkenswerte Pflanzen wie Frauenschuh, Kriechendes Netzblatt und Diptam vor.
Das im Laufe der Jahrhunderte durch den Menschen geschaffene Kulturland weist eine hohe Biotop- und Artenvielfalt auf, jedoch gehören die artenreichen extensiven Grünlandbereiche heute zu den am stärksten bedrohten und pflegeintensivsten Biotopen. Auf den Halbtrockenrasen und Wacholderheiden kommt die Symbolpflanze der Rhön, die Silberdistel, noch relativ verbreitet vor, auch Enziane, Gewöhnliche Kuhschelle, Waldanemone und die Orchideenarten Männliches Knabenkraut, Mücken-Händelwurz und Fliegenragwurz sind hier verbreitet zu finden. Seltener sind dagegen andere Ragwurzen, Helm-, Purpur-, Brand- und Kleines Knabenkraut, Ohnhorn, Pyramiden-Hundswurz, Grüne Hohlzunge und Bocks-Riemenzunge zu finden. In den südlichen Randgebieten der Rhön wachsen auf sogenannten Steppenheidehängen sehr wärmeliebende Arten wie Apenninen-Sonnenröschen, Aufrechte Waldrebe und Faserschirm.
Zu den wertvollsten Biotopen der Rhön zählen die Bergwiesen und Borstgrasrasen der höheren Lagen.
Charakteristische Pflanzen sind hier Blauer und Gelber Eisenhut, Echte Mondraute, Türkenbund, Grünliche Waldhyazinthe, Berg- und Perücken-Flockenblume.
In den Feuchtwiesen und Niedermooren sind Fieberklee, Sumpf-Herzblatt, Breitblättriges Knabenkraut und Wald-Läusekraut heimisch, in Quellmooren der Hohen Rhön auch die extrem seltenen Arten Moor-Klee, Behaarter Mauerpfeffer und Pyrenäen-Löffelkraut.

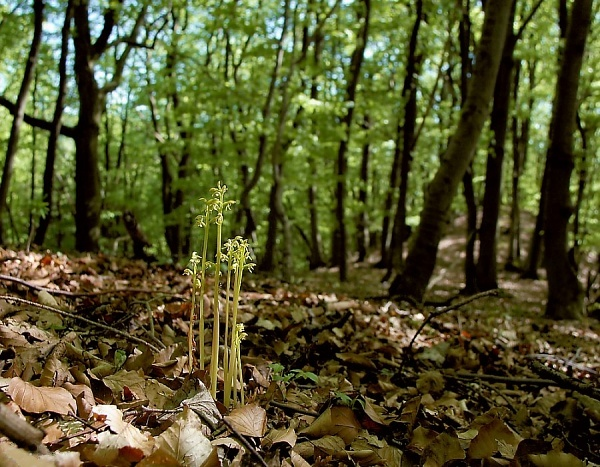
Buchenwald mit Korallenwurz
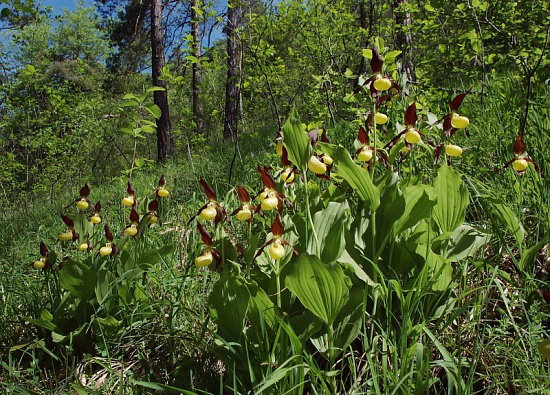
Frauenschuh im Kiefernwald
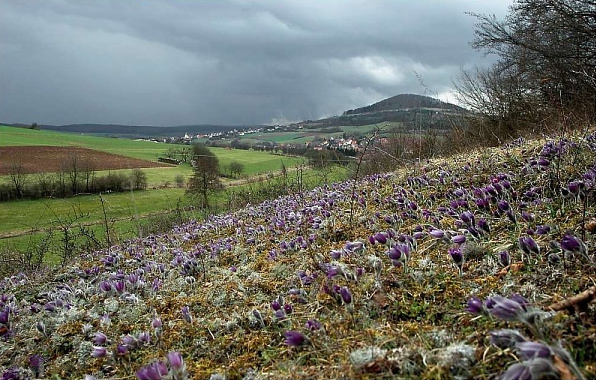
Halbtrockenrasen mit Massenbestand der Gewöhnlichen Kuhschelle

### Fauna
Die Tierwelt der Rhön ähnelt im Wesentlichen der anderer Mittelgebirge, jedoch kommen auch einige bemerkenswerte Arten vor. An Säugetieren sind neben den häufigen Arten wie Reh, Fuchs, Dachs, Feldhase, Waschbär und Wildschwein Kleinsäuger wie Haselmaus, Wasser- und Sumpfspitzmaus vertreten. Das Rhönschaf ist eine landschaftstypische Schafrasse der Rhön. Als regionale Besonderheit kommt die Alpenspitzmaus in der Rhön vor. Aus der Vogelwelt sind insbesondere die Vorkommen von Schwarzstorch, Uhu, Wachtelkönig, Neuntöter und Wendehals bemerkenswert. Das Auerhuhn ist in der Rhön ausgestorben, vom früher häufigen Birkhuhn kann eine winzige Reliktpopulation in der Bayerischen Rhön nur durch jährliche Auswilderung skandinavischer Tiere am Leben gehalten werden.
Die Rhön-Quellschnecke wurde in der Rhön entdeckt und nach ihr benannt, sie lebt weltweit nur in der Rhön (mit wenigen Vorposten nördlich davon), dem Vogelsberg und einigen angrenzenden Bereichen des Spessarts, ist also ein Endemit dieser Region. Ebenfalls in der Rhön endemisch ist der Rüsselkäfer Hypera pandellei folwacznyi, der einzige Rüsselkäfer, der weltweit nur in Deutschland vorkommt.

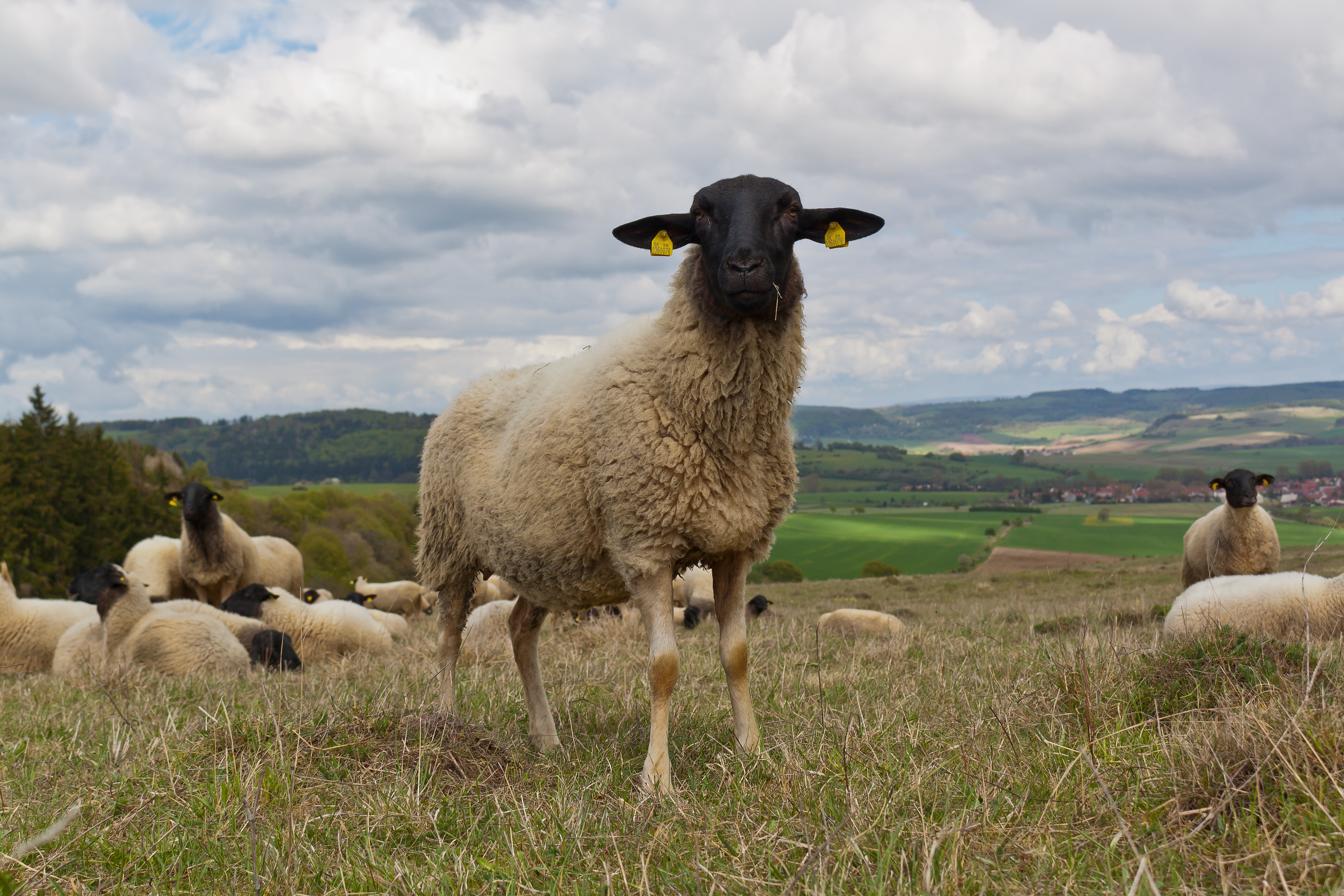
Das Rhönschaf, eine landschaftstypische Schafrasse
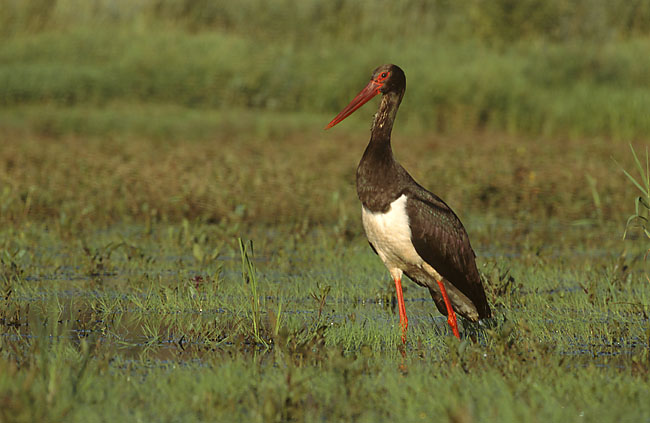
Schwarzstorch
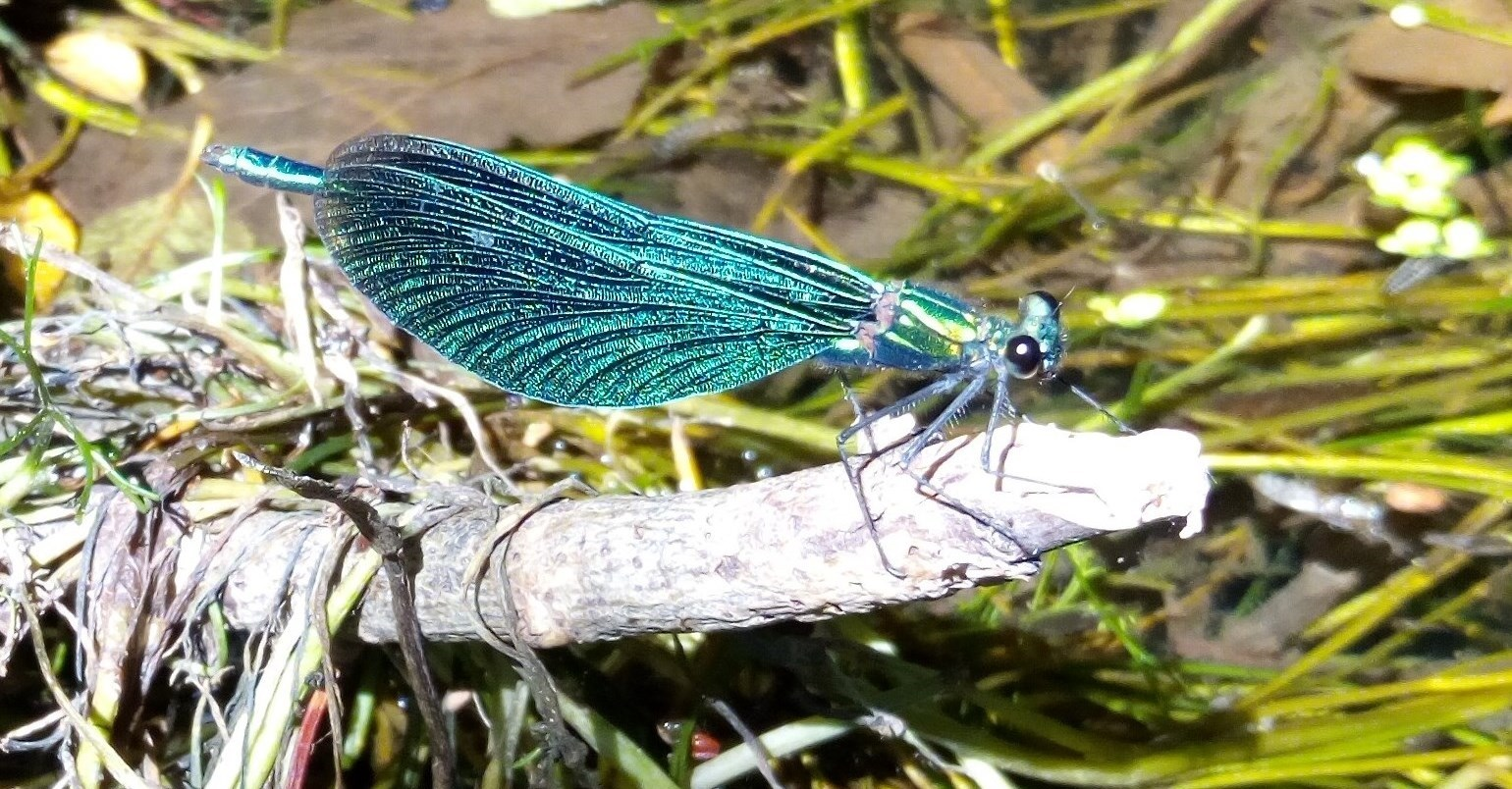
Blauflügel-Prachtlibelle
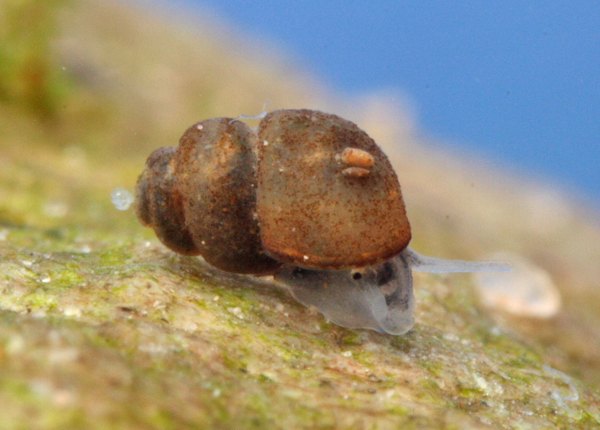
Rhön-Quellschnecke

## Dachmarke Rhön

Das Logo der Dachmarke Rhön

Das Projekt der „Dachmarke Rhön“ wird vom Verein Dachmarke Rhön e. V. (mit rund 300 Mitgliedern) und der Abteilung Dachmarke der Rhön GmbH durchgeführt. Ziel ist es, eine starke, gemeinsame Identität der Region zu etablieren – insbesondere durch die bundesländerübergreifende Zusammenarbeit in den Bereichen Marketing und Markenführung. Zentral dabei ist der „Markenkern – Qualität des Biosphärenreservats Rhön“: ein Kollektivmarkenansatz, bei dem alle Mitglieder gleichermaßen Markenrechte besitzen und die Nutzung des Qualitätssiegels an die Mitgliedschaft gekoppelt ist.

## Freizeit und Kultur

### Burgen, Ruinen und Baudenkmäler
- Schloss Anberg
- Schloss Aschach
- Ruine Auersburg
- Ruine Aura
- Schloss Bieberstein
- Burgruine Botenlauben
- Burg Brandenstein
- Burg Wallbach
- Burg Burkardroth
- St.-Dionysos-Klösterchen
- Burgruine Dreienburg
- Burgruine Ebersburg
- Eiringsburg
- Wüstung Ellenbach
- Schloss Fasanerie
- Kloster Frauenroth
- Burg Fürsteneck
- Wallanlage Gangolfsberg
- Burgruine Hauneck
- Burg Henneberg
- Habichtsburg
- Hildenburg
- Burgstall Hunberg
- Hutsburg
- Kirchenburg Ostheim
- Burgstall Königsburg
- Johanniterburg Kühndorf
- Burg Landeck
- Schloss Landsberg
- Ruine Lichtenburg
- Mauerschädel bei Filke
- Mettermich bei Schondra
- Michelskapelle
- Oppidum Milseburg
- Wüstung Moordorf
- Burgruine Osterburg
- Burgstall Poppenhausen
- Ruine Rabenstein
- Burg Reußenberg
- Schloss Saaleck
- Burg Salzburg
- Ruine Schildeck
- Schwedenschanze
- Burg Steineck
- Burg Schwarzenfels
- Schlossanlage Tann
- Trimburg
- Wasserschloss Unsleben
- Burg Uttrichshausen
- Kirchenburg Walldorf
- Ruine Werberg

### Museen
- Museen Schloss Aschach, Bad Bocklet (Aschach)
- Deutsches Fahrradmuseum, Bad Brückenau
- Museum Obere Saline, Bad Kissingen (Hausen)
- Museum der Thüringischen Rhön, Dermbach
- Fränkisches Freilandmuseum Fladungen, Fladungen
- Rhönmuseum, Fladungen
- Vonderau Museum, Fulda
- Konrad-Zuse-Museum Hünfeld mit Stadt- und Kreisgeschichte, Hünfeld
- Heimatmuseum Mellrichstadt im Salzhaus, Mellrichstadt
- Deutsches Segelflugmuseum mit Modellflug, Wasserkuppe

### Weitere touristische Ziele
- Duftwald (Bad Kissingen)
- Kloster Kreuzberg
- Point Alpha
- Rotes Moor
- Schwarzes Moor
- Wasserkuppe
- Wildpark Gersfeld
- Wildpark Klaushof

### Wandern

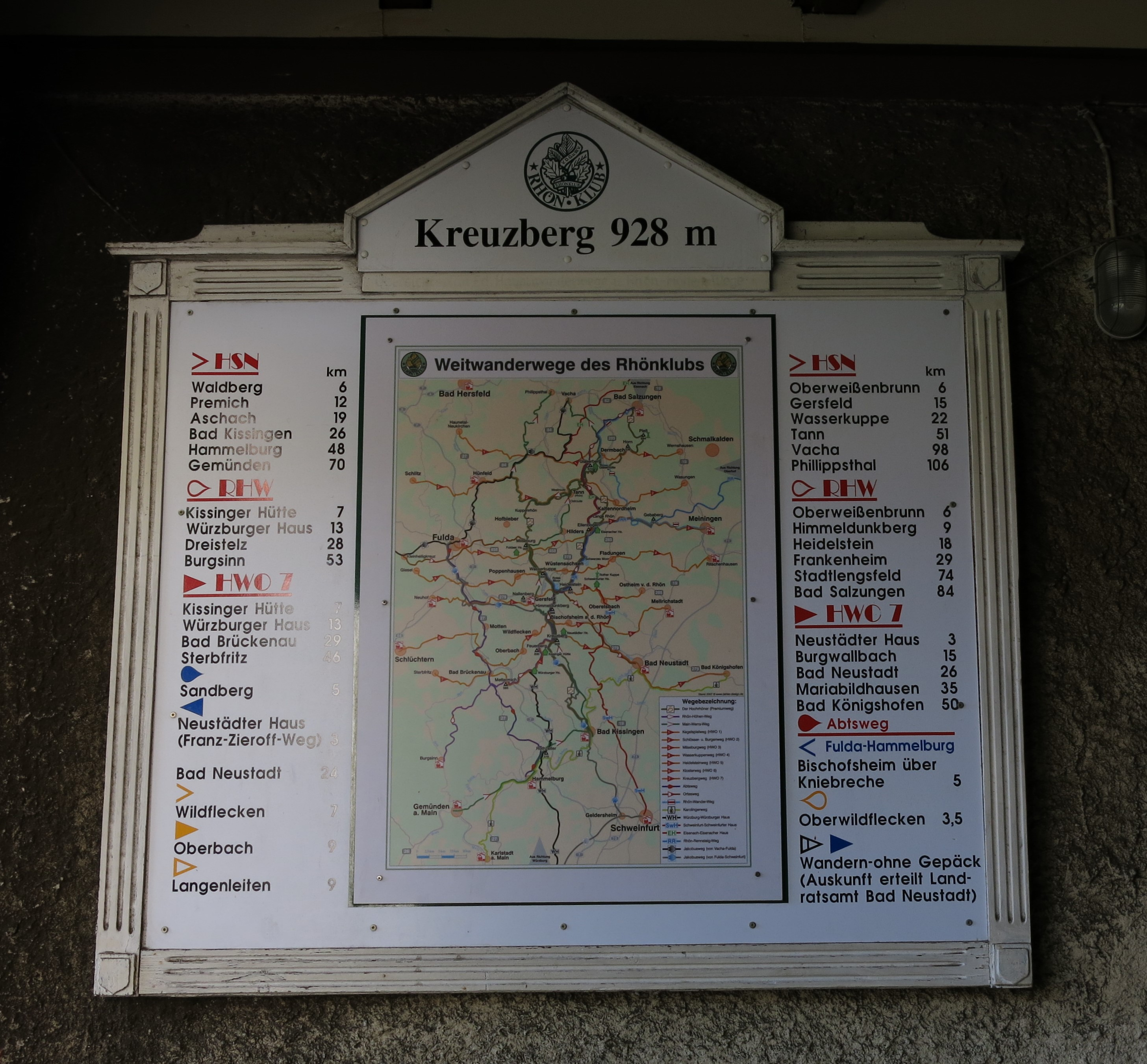
Infotafel über die Wanderwege im Kloster Kreuzberg

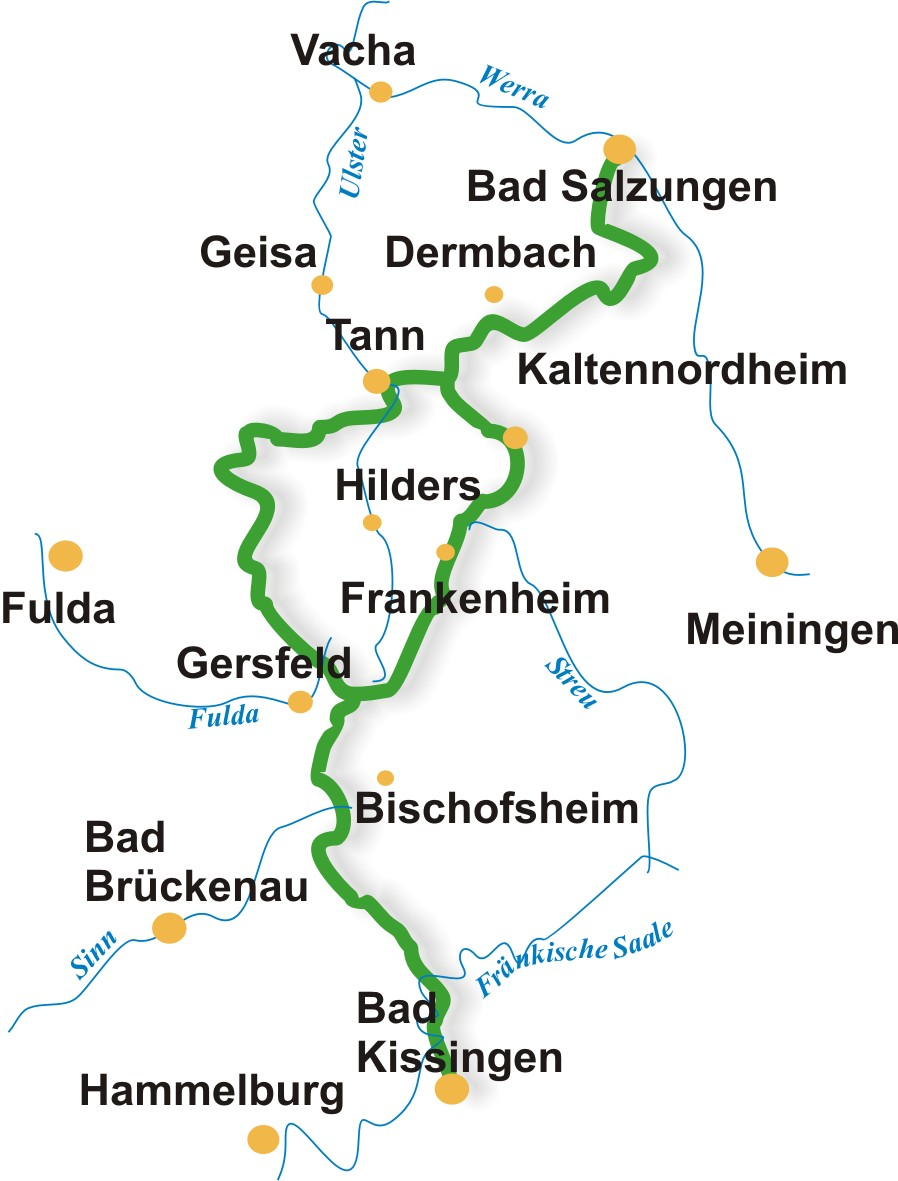
Verlauf des Hochrhöners

Es gibt ein gut markiertes insgesamt 7800 km umfassendes Wanderwegenetz in der Rhön, das vom Rhönklub betreut wird.
Am eindrucksvollsten ist wohl der mit einem roten liegenden Tropfen gekennzeichnete Rhön-Höhen-Weg (RHW). Er ist 137 km lang und führt von Burgsinn im Landkreis Main-Spessart über Roßbach, Dreistelz, Würzburger Haus am Farnsberg, Kissinger Hütte auf dem Feuerberg, Kreuzberg (Kloster Kreuzberg), Oberweißenbrunn, durch das Rote und Schwarze Moor, über den Ellenbogen und den Emberg bei Oberalba, vorbei am Baier nach Stadtlengsfeld und weiter zum Endpunkt nach Bad Salzungen an der Werra.
Besonders zu erwähnen sind
- Der Hochrhöner, gezeichnet mit einem gelben Ö, von Bad Kissingen nach Bad Salzungen (175 km)
- Der Ortesweg mit einem ⅔ gefüllten roten Dreieck von Kleinheiligkreuz über die Milseburg nach Bad Neustadt (82,5 km)
- Der Burgen- und Schlösserweg (HWO 2) gezeichnet mit gefülltem roten Dreieck von Schlitz über Tann nach Wasungen (96 km)
- Der Milseburgweg (HWO 3) gezeichnet mit gefülltem roten Dreieck von Fulda über die Milseburg nach Meiningen (74 km)
- Der Wasserkuppenweg (HWO 4) gezeichnet mit gefülltem roten Dreieck von Giesel über die Wasserkuppe Richtung Fladungen (96 km)
- Der Heidelsteinweg (HWO 5) gezeichnet mit gefülltem roten Dreieck von Neuhof über Gersfeld nach Ostheim vor der Rhön (60 km)
- Der Klosterweg (HWO 6) gezeichnet mit gefülltem roten Dreieck von Schlüchtern über Wildflecken nach Mellrichstadt (93 km)
- Der Kreuzbergweg (HWO 7) gezeichnet mit gefülltem roten Dreieck von Schwarzenfels über den Kreuzberg nach Bad Königshofen (96 km)
- Der Jakobsweg von Fulda nach Schweinfurt gezeichnet mit einer blauen Muschel (110 km)
- Der Jakobsweg von Bremen in Thüringen nach Herbstein gezeichnet mit einer blauen Muschel (83 km)
- Der Abtsweg von Fulda nach Hammelburg gezeichnet mit einem gefüllten roten Tropfen (84 km)
- Der Rhön-Paulus-Weg von Weilar über Tann nach Dermbach gezeichnet mit einem ⅔ gefüllten grünen Dreieck (84 km)
- Der Geologische Wanderpfad an der Wasserkuppe
- Der Geologielehrpfad bei Bischofsheim führt durch den Südteil der Langen Rhön
- Der Naturpfad Auersberg bei Hilders
- Der Prähistorische Wanderpfad Milseburg
- zehn Rundwanderwege in Thalau, Gesamtlänge 160 km nach IVV
- Der Karolingerweg von Karlburg bis Bad Königshofen (106 km)
- Der Fränkische Marienweg (Hauptabschnitt 4 – nördliche Ostschleife von Bad Königshofen bis Bad Brückenau)

Durch die Rhön führen außerdem
- Der Main-Werra Weg (HSN) von Gemünden über den Kreuzberg und die Wasserkuppe nach Vacha, gekennzeichnet mit rotem Pfeil (176 km)
- Der Rhön-Rennsteig-Wanderweg von der Wasserkuppe über die Geba nach Oberhof (89 km), markiert mit blauem RR auf weißem Grund
- Der Europäische Fernwanderweg E3 über Fulda nach Mellrichstadt, gekennzeichnet mit blauem Kreuz
- Der Europäische Fernwanderweg E6 über Hünfeld, Gersfeld nach Bad Königshofen, markiert mit weißem Kreuz auf blauem Grund

## Dokumentarfilme und Reportagen
- Entdeckungen in der Rhön. 90 Min. Drehbuch: Tanja Höschele. Deutschland 2013.[49]
- DDR geheim: Der Kalte Krieg in der Rhön. (= Der Osten - Entdecke wo Du lebst. Folge 97). 30 Min. Drehbuch: Beate Gerber. Deutschland 2013.[50]
- Lecker essen in der Rhön. 90 Min. Drehbuch: Barbara Petermann, Bettina Schrauf. Deutschland 2014.[51]
- Erlebnisreise Rhön. (= Erlebnisreise. Folge 4). 60 Min. Drehbuch: Rolf Bickel. Deutschland 2015.[52]
- Wildes Deutschland – Die Rhön. 44 Min. Drehbuch und Regie: Heribert Schöller. Deutschland 2016.[53]
- Die Rhön. Naturschönheiten im Land der offenen Fernen. 2 Teile. 90 Min. Drehbuch und Regie: Heribert Schöller. Deutschland 2016.[54]
- Sagenhaft – Die Rhön. 90 Min. Regie: Christoph Bigalke, Moderation: Axel Bulthaupt. Deutschland 2018.[55]
- Wunderschön! Die Rhön – grenzenloses Erleben. 90 Min. Drehbuch: Joshua Werner, Moderation: Daniel Aßmann. Deutschland 2021.[56]